# Sieradz
Sieradz – miasto w środkowej Polsce, w województwie łódzkim, w powiecie sieradzkim, położone na Nizinie Południowowielkopolskiej, nad Wartą, w Kotlinie Sieradzkiej. Przez Sieradz biegną drogi krajowe: nr 12, S8 i nr 83, a także linia kolejowa nr 14. Sieradz jest ważnym węzłem drogowym i ośrodkiem kulturalno-gospodarczym województwa łódzkiego.
Sieradz jest stolicą ziemi sieradzkiej (krainy historycznej). W latach 1264–1339 był stolicą księstwa sieradzkiego. W latach 1339–1793 był stolicą województwa sieradzkiego obejmującego dwie jednostki terytorialne: ziemię sieradzką i ziemię wieluńską. Miejsce obrad sejmików deputackich województwa sieradzkiego od XVI wieku do pierwszej połowy XVIII wieku. W latach 1975–1998 Sieradz był stolicą drugiego województwa sieradzkiego.
Według danych GUS z 31 grudnia 2022 r. miasto liczyło 39 158 mieszkańców.

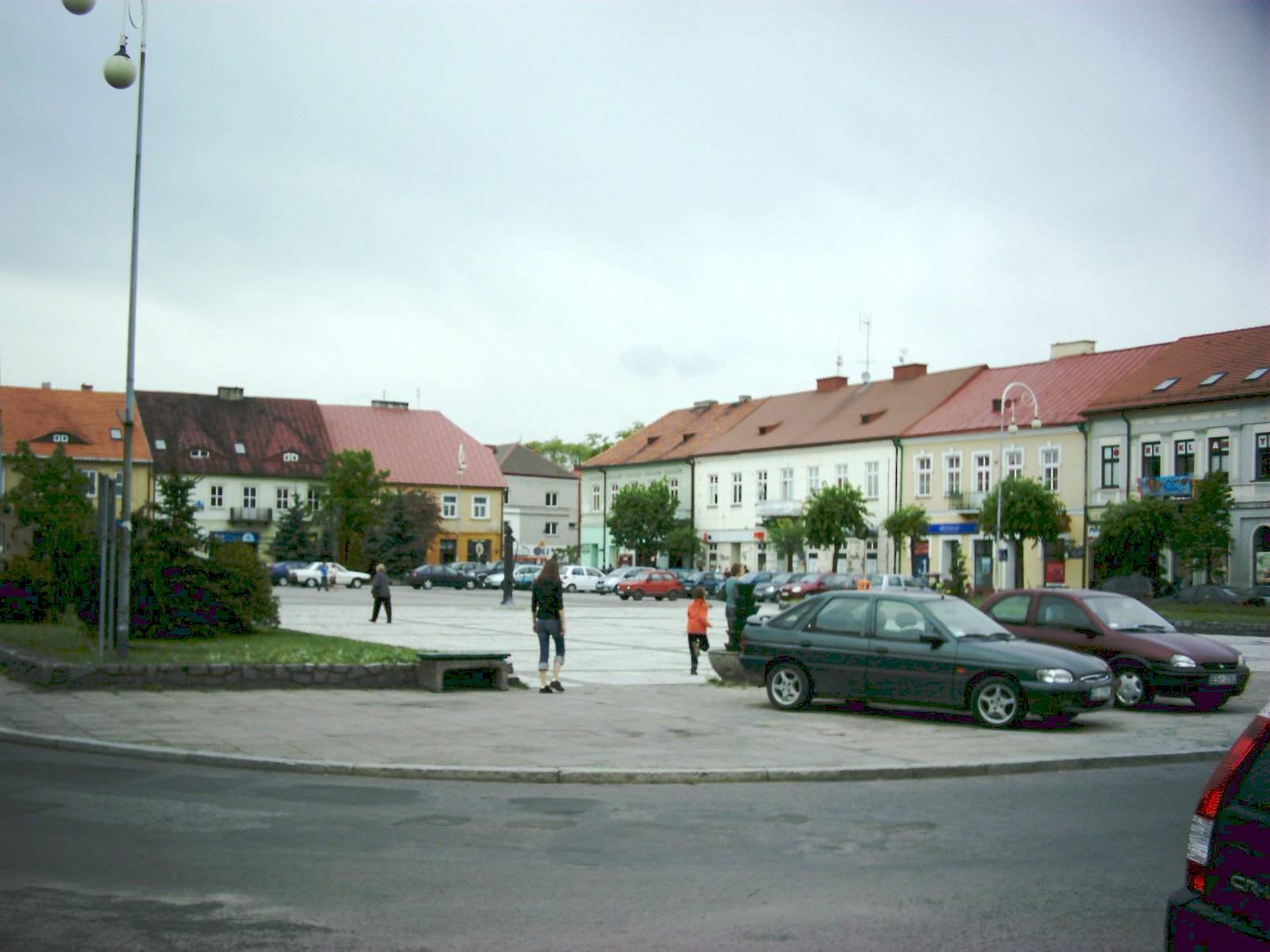
Rynek w Sieradzu – fotografia sprzed rewitalizacji

## Nazwa miasta

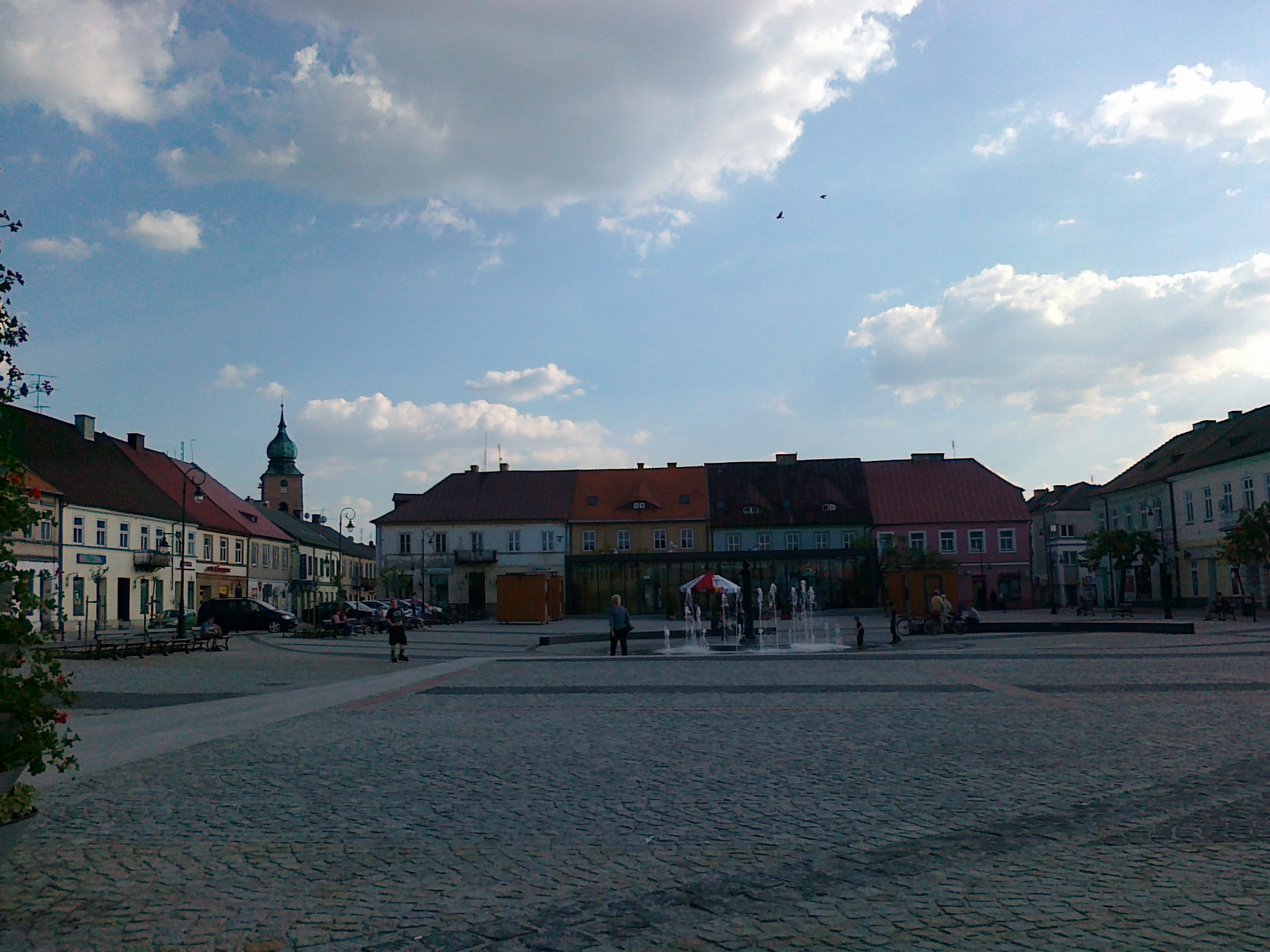
Sieradzki Rynek po rewitalizacji

Nazwa miasta pochodzi od imienia Sirad bądź Sierad, którego wcześniejszą formą według niektórych etymologów był Wszerad, według innych zaś – Sirorad.

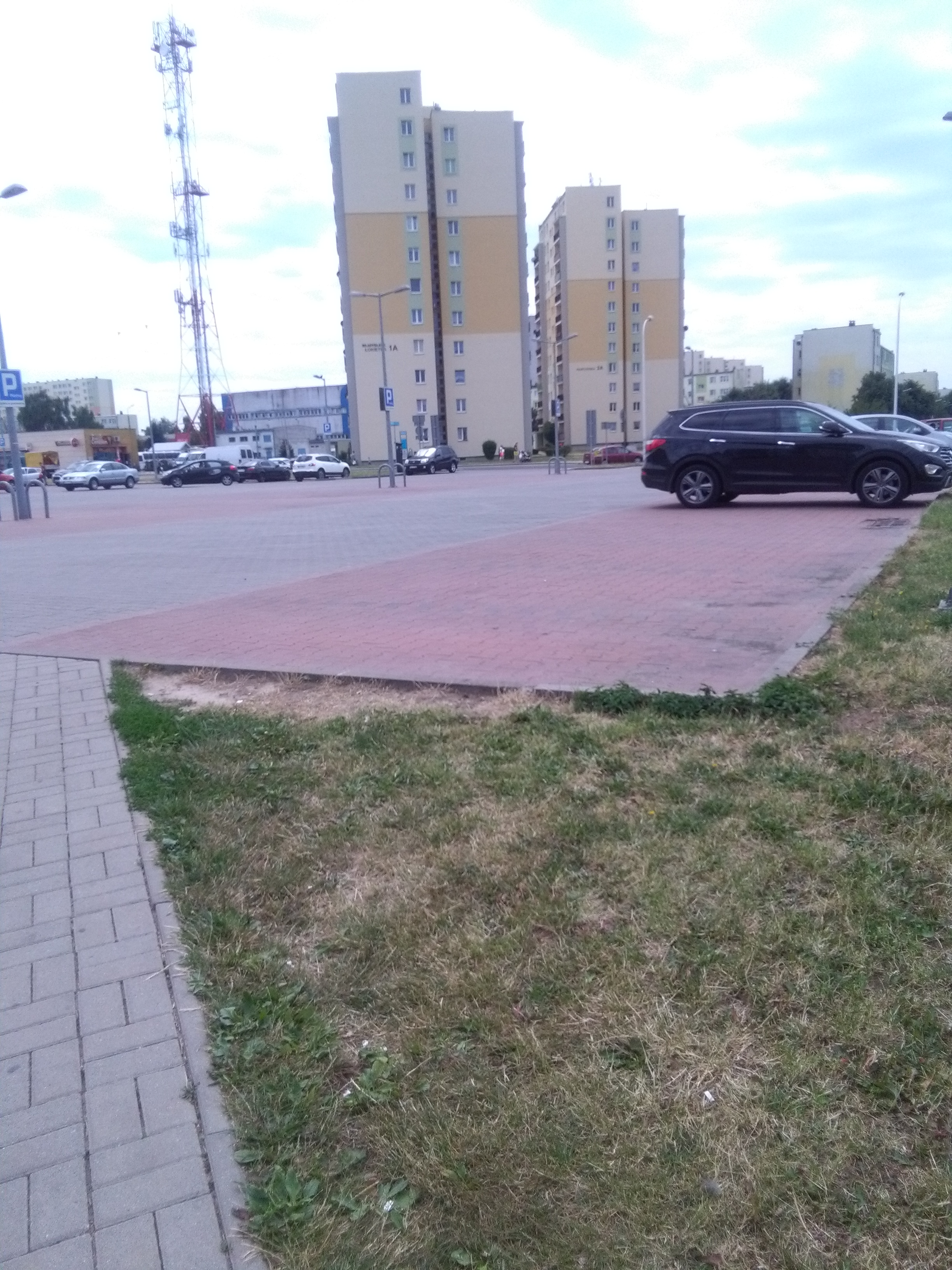
Sieradzkie wieżowce

Od XII w. nazwa miejscowości notowana była po łacinie Siradia. W 1136 nazwę zapisano w wersji Ziraz, w 1241 – Chirask, 1261 (będący już wtedy miastem) Seradz, 1280 Syradz, a w 1284 Siraz. Przez następne stulecia używana była nazwa w dwu wariantach: Siradz oraz Sieradz. W roku 1154 arabski geograf Al-Idrisi w swoim dziele pt. Księga Rogera zamieścił nazwę Sieradza jako S(i)rad(i)ja pośród innych polskich miast: Krakowa, Gniezna, Wrocławia, Łęczycy i Santoka. Słownik geograficzny Królestwa Polskiego wydany na przełomie wieków XIX i XX podaje nazwę Sieradz.

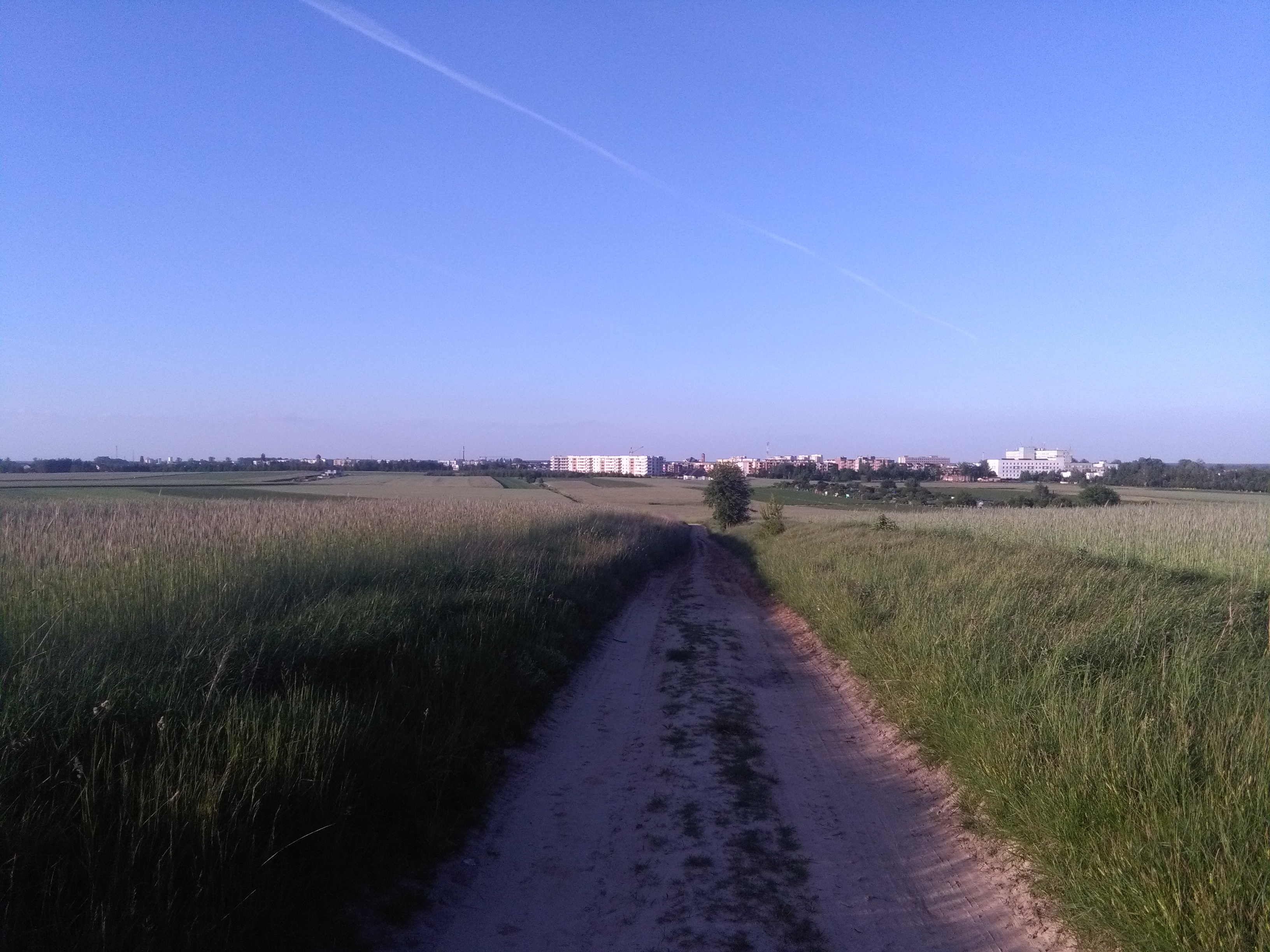
Miasto z górki Kłockiej

## Historia

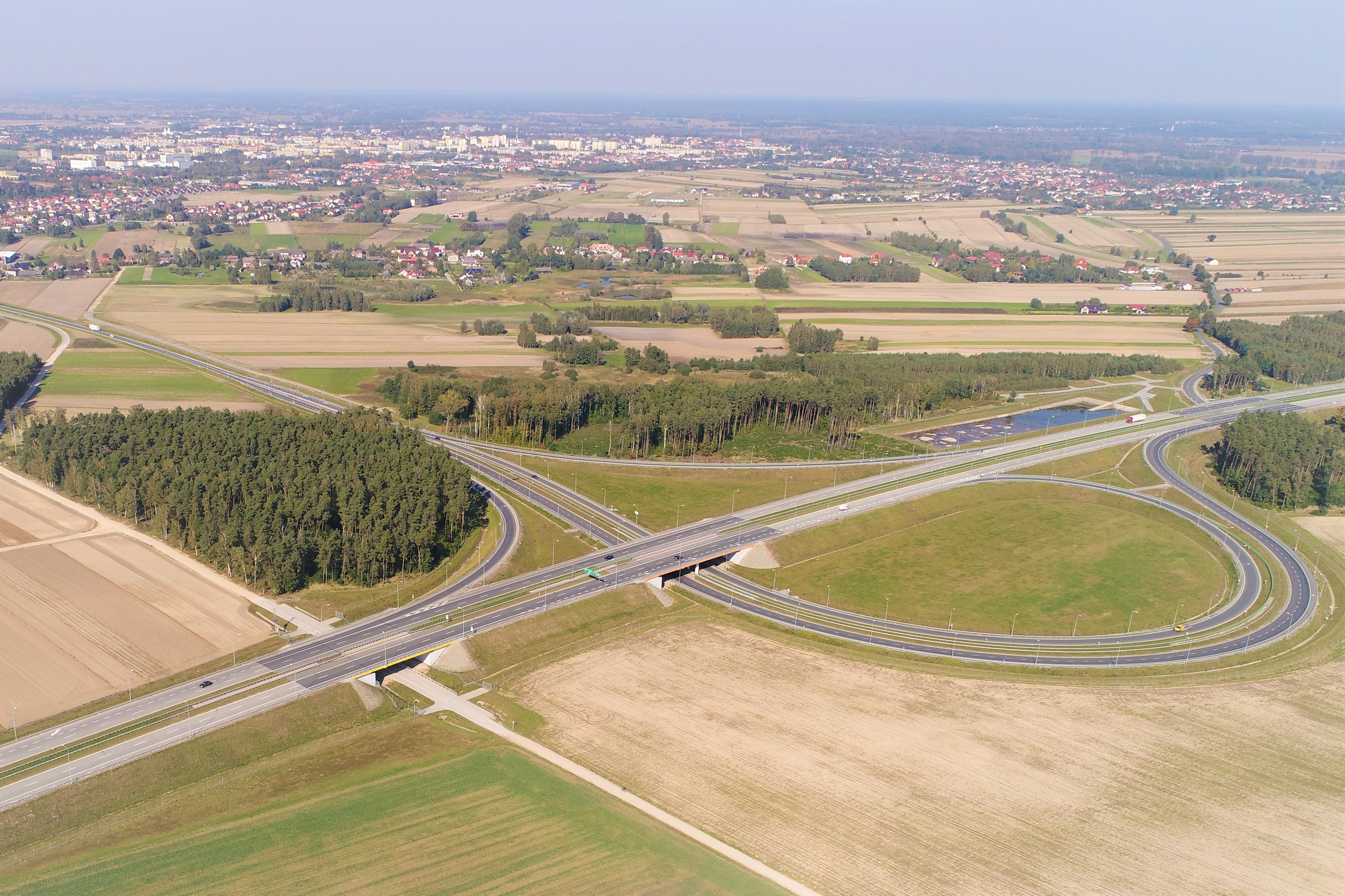
Węzeł na drodze ekspresowej S-8, w tle Sieradz

Pierwsza wzmianka o Sieradzu pochodzi z Bulli gnieźnieńskiej z roku 1136, gdzie miasto wymieniane jest jako gród kasztelański, jednak badania archeologiczne wskazują, że osada mogła być założona już w XI wieku.
W latach 1247–1255, nie wiadomo dokładnie kiedy, miasto zostało lokowane na prawie magdeburskim, co czyni je jednym z najstarszych miast w kraju. W 1262–1263 roku założono Księstwo Sieradzkie, zaś w II połowie XIV wieku województwo sieradzkie.

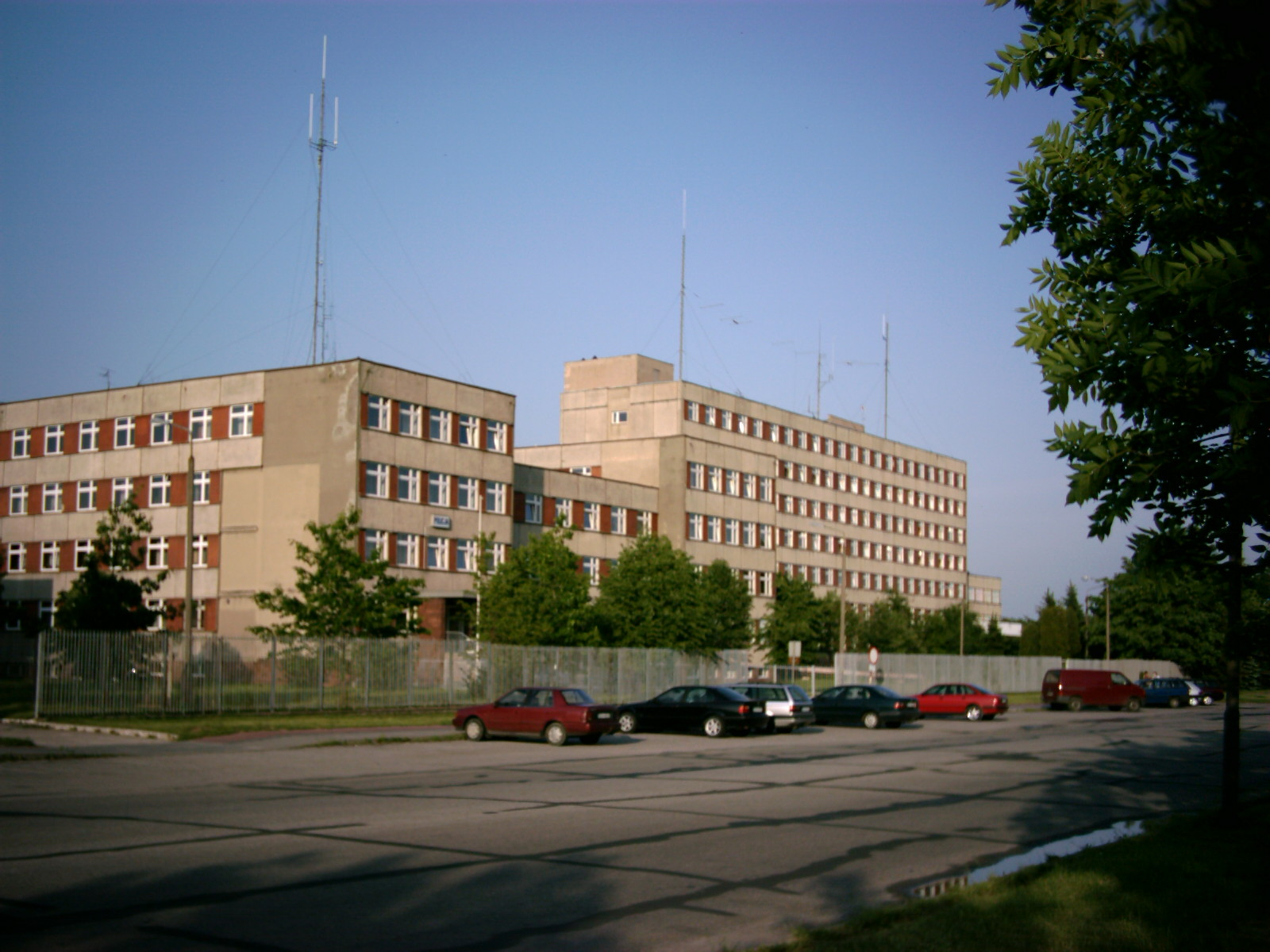
Komenda Powiatowa Policji w Sieradzu

Sieradz jest stolicą ziemi sieradzkiej (jako krainy historycznej). Sieradz był siedzibą kasztelanii sieradzkiej; Sieradz z kasztelanią znalazł się w prowincji łęczyckiej (od przełomu XI i XII w. do 1231 roku), w księstwie łęczyckim (1231–1264) i w księstwie sieradzkim (1264–1339). Od włączenia księstwa sieradzkiego do Królestwa Polskiego w 1339 r. aż do II rozbioru I Rzeczypospolitej Sieradz był w województwie sieradzkim (w jego jednostce terytorialnej: ziemi sieradzkiej), początkowo w kasztelanii sieradzkiej, a nieco później w powiecie sieradzkim (po utworzeniu w Królestwie Polskim powiatów w II połowie XIV wieku). W końcu XVI wieku był miastem królewskim Korony Królestwa Polskiego w starostwie sieradzkim w powiecie sieradzkim województwa sieradzkiego.

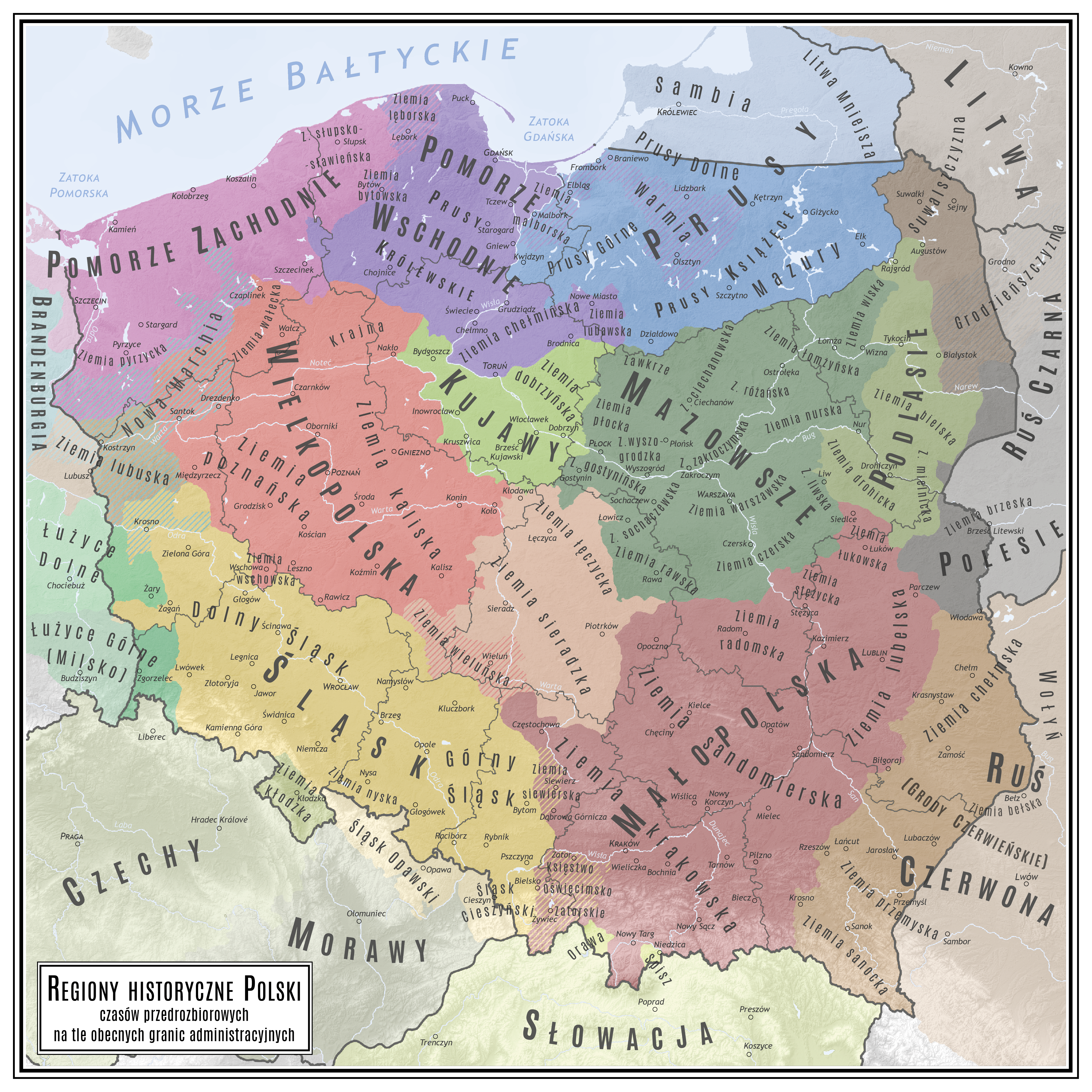
Sieradz, ziemia sieradzka, ziemia łęczycko-sieradzka i inne krainy historyczne Polski na tle współczesnych granic administracyjnych

W 1383 r. na sejmie w Sieradzu szlachta okrzyknęła i nieoficjalnie koronowała na króla Polski Jadwigę, córkę Ludwika Węgierskiego. Według historyków M. Balińskiego i T. Lipińskiego po Bitwie pod Grunwaldem, w której sieradzka szlachta brała udział, województwo sieradzkie otrzymało od króla Władysława Jagiełły przywilej używania czerwonego laku (stosowanego tylko przez królów i książąt). Na pamiątkę zwycięstwa król ufundował również w 1414 roku kaplicę pod wezwaniem Rozesłania Apostołów, która znajdowała się na sieradzkim zamku. W 1432 roku na zjeździe w Sieradzu szlachta zobowiązała się po śmierci Władysława Jagiełły wybrać na króla jego syna Władysława. Natomiast w roku 1445 szlachta dokonała tu elekcji Kazimierza Jagiellończyka. Skupisko żydowskie pojawiło się w Sieradzu w 1453 roku. Upadek miasta powstrzymany został z rozwojem przemysłu włókienniczego po utworzeniu kalisko-mazowieckiego okręgu przemysłowego.
Do 1793 r. Sieradz był miastem wojewódzkim. W wyniku II rozbioru Polski (1793) Sieradz znalazł się w zaborze pruskim, od 1795 leżał w departamencie kaliskim Prus Południowych. Po utworzeniu Księstwa Warszawskiego (1807) Sieradz leżał w departamencie kaliskim. W 1824 do manufaktury Adolfa Harrera przyjechał z wizytą car Rosji Aleksander I a rok później Stanisław Staszic. Po kongresie wiedeńskim (1815) i utworzeniu Królestwa Polskiego powiat sieradzki znalazł się w województwie kaliskim; w 1837 województwo kaliskie przemianowano na gubernię kaliską, która w 1844 została włączona do guberni warszawskiej, a następnie ponownie utworzona w 1867 roku. Po pierwszej wojnie światowej (1914–1918) i zburzeniu Kalisza (1914) powiat sieradzki włączono w 1919 do nowo utworzonego województwa łódzkiego.
W okresie międzywojennym i po II wojnie światowej Sieradz był miastem powiatowym w województwie łódzkim.

### II wojna światowa
Podczas II wojny światowej Sieradz został włączony w granice III Rzeszy w granice tzw. Kraju Warty pod nazwą „Schieratz”. Niemcy przeprowadzali masowe egzekucje, wysiedlenia i likwidację inteligencji polskiej i Żydów. 14 listopada 1939 z rozkazu Schutzpolizei rozstrzelano na cmentarzu żydowskim 20. przedstawicieli sieradzkiej inteligencji. W sieradzkim w latach 1940–1942 na obszarze ok. 320 km. władze okupacyjne zbudowały poligon niemieckich wojsk pancernych, na którym testowano m.in. rakiety V-1 zlikwidowano 150 wsi zamieszkanych przez ok. 26 tys. Polaków. Na tym terenie znajdowało się 4876 gospodarstw chłopskich i 9 folwarków ziemskich. Wysiedlono 20 712 osób, resztę zatrudniono na miejscu: w zachowanych majątkach rolnych, przy budowie dróg, lotniska, koszar, baraków dla jeńców wojennych. Część ludności przesiedlono do Łodzi (Litzmannstadt), pozostałych do sąsiednich powiatów.
W czasie okupacji niemieckiej przedwojenne więzienie sieradzkie było jednym z największych na terenie „Kraju Warty”, pod niemiecką nazwą „Strafanstalt Schieratz”. Zaczęło funkcjonować już 5 września 1939 roku. Było to więzienie męskie. Wielu jego więźniów przeszło uprzednio przez więzienie w Radogoszczu w Łodzi (Litzmannstadt) lub zostało stąd tam wysłane.
W dniu 23 stycznia 1945 roku do miasta weszły jednostki Armii Czerwonej kończąc tym samym okupację niemiecką podczas II wojny światowej.

### Okres powojenny
Na podstawie dekretu PKWN z 31 sierpnia 1944 zostały utworzone miejsca odosobnienia, więzienia i ośrodki pracy przymusowej dla „hitlerowskich zbrodniarzy i zdrajców narodu polskiego”. Obóz pracy nr 166 Ministerstwo Bezpieczeństwa Publicznego utworzyło w Sieradzu.
Po II wojnie światowej nastąpiła intensywna rozbudowa miasta, zbudowano wiele zakładów przemysłowych, w tym m.in. Zakłady Przemysłu Dziewiarskiego „Sira”, Zakłady Przemysłu Dziewiarskiego „Terpol”, zakłady mechaniczne, gorzelnia i mleczarnia. Powstał też duży park etnograficzny, muzeum. Od 1 czerwca 1975 roku do 31 grudnia 1998 roku Sieradz ponownie był miastem wojewódzkim. Od 1999 roku wrócił do funkcji stolicy powiatu w województwie łódzkim. 16 października 2006 patronką miasta została ogłoszona święta Urszula Ledóchowska. Dla upamiętnienia dnia w którym Stolica Apostolska wyraziła na to zgodę, dzień 8 czerwca został ustanowiony Świętem Miasta Sieradza.

## Struktura powierzchni
Według danych z roku 2002 Sieradz ma obszar 51,22 km², w tym:
- użytki rolne: 64%
- użytki leśne: 5%.

Miasto stanowi 3,82% powierzchni powiatu.

## Demografia
Dane z 31 grudnia 2022:
| Opis                              | Ogółem | Ogółem | Kobiety | Kobiety | Mężczyźni | Mężczyźni |
| --------------------------------- | ------ | ------ | ------- | ------- | --------- | --------- |
| Jednostka                         | osób   | %      | osób    | %       | osób      | %         |
| Populacja                         | 39 158 | 100    | 20 744  | 53,0    | 18 414    | 47,0      |
| Gęstość zaludnienia [mieszk./km²] | 764,5  | 764,5  | 404,9   | 404,9   | 359,5     | 359,5     |

- Piramida wieku mieszkańców Sieradza w 2021 roku[23].

## Zabytki

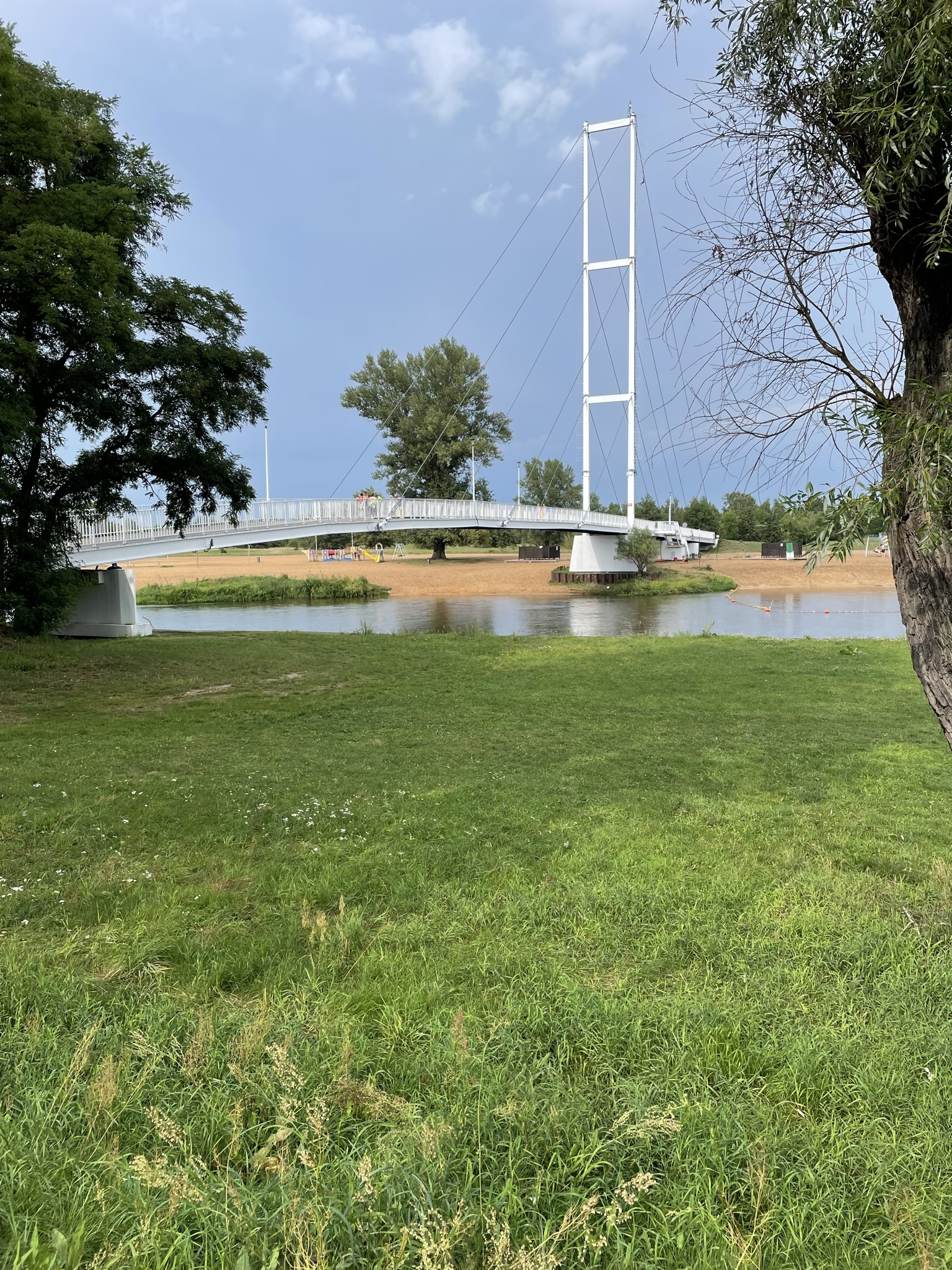
Most wantowy nad Wartą

- tzw. Dom Kata przy ul. Ogrodowej – budynek kryjący w sobie relikt baszty z XIV wieku i niewielki odcinek miejskiego muru obronnego. Jak się wydaje, w końcu XVI wieku lub – co bardziej prawdopodobne – już w XVII wieku, w oparciu o basztę wzniesiono zapewne częściowo drewniany lub szachulcowy budynek mieszkalny, z którego do dziś zachowały się murowane sklepione piwnice. Obecnie istniejący obiekt powstał w końcu XVIII, bądź na przełomie XVIII i XIX wieku, z wykorzystaniem w murach reliktu umocnień miejskich i starszych piwnic. Przed rokiem 1823 dobudowano doń nieistniejącą już dziś przybudówkę. Zastąpił ją ostatnio nowszą budowlę, zbudowaną równocześnie z remontem i adaptacją całego budynku, który odzyskał dawny blask i świetność dzięki inwestorowi prywatnemu;
- budynek u zbiegu ul. Dominikańskiej i Zamkowej, zwany „kamienicą pojagiellońską”; jest to najstarsza kamienica w Sieradzu, z końca XVI lub na początku XVII wieku, obecnie siedziba Muzeum Okręgowego;
- dawny zajazd pocztowy z XIX w., obecnie siedziba m.in. Biura Wystaw Artystycznych;
- Podominikański Zespół Kościelno – Klasztorny z XIII w.;
- Bazylika kolegiacka pw. Wszystkich Świętych;
- Wzgórze Zamkowe, będące pozostałością grodu kasztelańskiego, a następnie książęcego, w którego obrębie w XIII wieku wzniesiono ceglaną rotundę; w XIV wieku gród zastąpił murowany zamek królewski (starościński), wielokrotnie rozbudowywany i przebudowywany, rozebrany w końcu XVIII wieku;Rzeka Warta przepływająca przez Sieradz
- staromiejski Rynek;
- Sieradzki Park Etnograficzny;

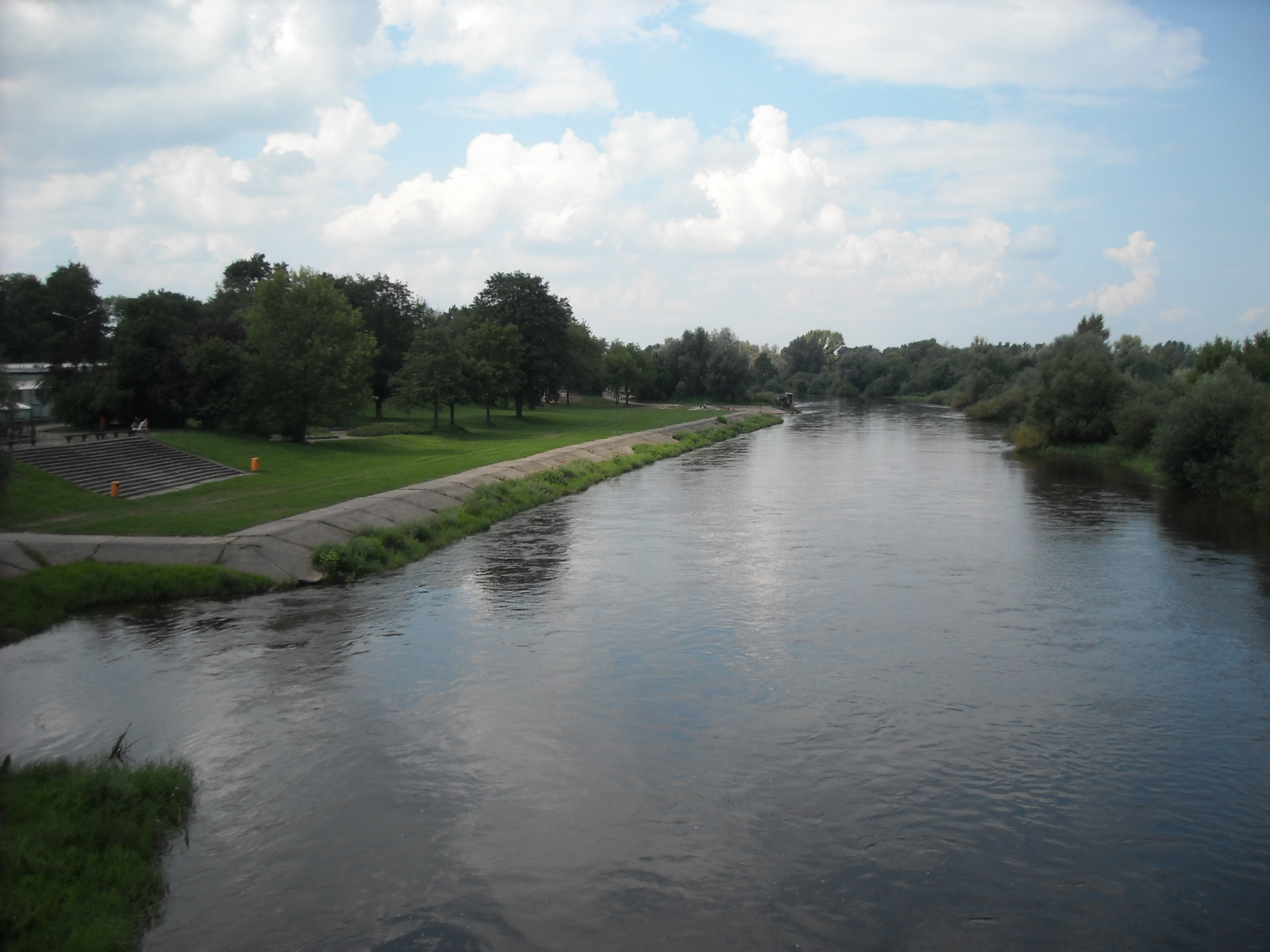
Rzeka Warta przepływająca przez Sieradz

- budynek Teatru Miejskiego, w przeszłości stajnie pocztowe;
- oficyna dworska, tzw. „Dworek Modrzewiowy”;
- drewniany kościół pw. Św. Ducha;
- kościół pw. św. Wojciecha;
- synagoga z l. 1819–1824, zdewastowana podczas II wojny światowej i przebudowana przez Niemców na biura;
- zabytkowe kamienice przy ul. Dominikańskiej, Warszawskiej i Kolegiackiej;
- garnizonowy Kościół Chrystusa Odkupiciela i Najświętszego Imienia Maryi z l. 1889–1897
- groby powstańców z 1863 roku, żołnierzy września 1939 roku i grób A. Cierplikowskiego, sławnego fryzjera „Antoine’a”, na miejscowym cmentarzu katolickim;
- cmentarz żydowski;
- neoklasyczny gmach I Liceum Ogólnokształcącego im. Króla Kazimierza Jagiellończyka z lat 20. XX w.
- Dawny Pałac i oranżeria Adolfa Harrera, obecnie szpital

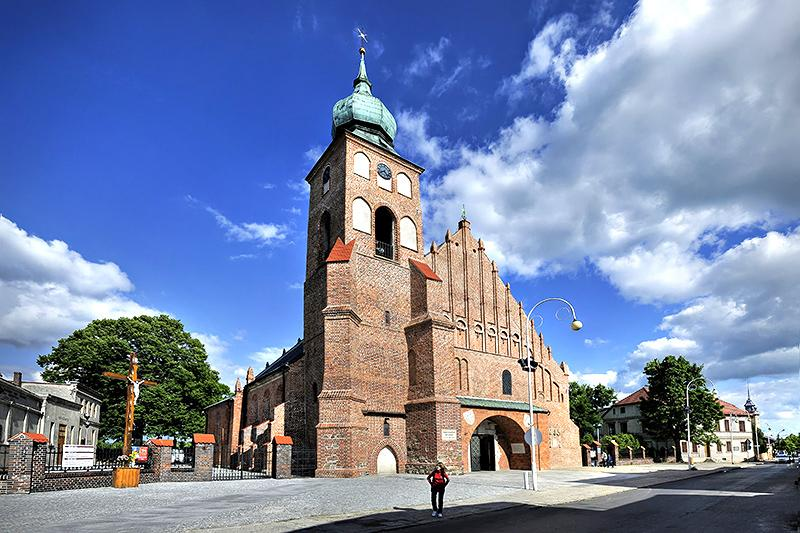
Bazylika kolegiacka pw. Wszystkich Świętych
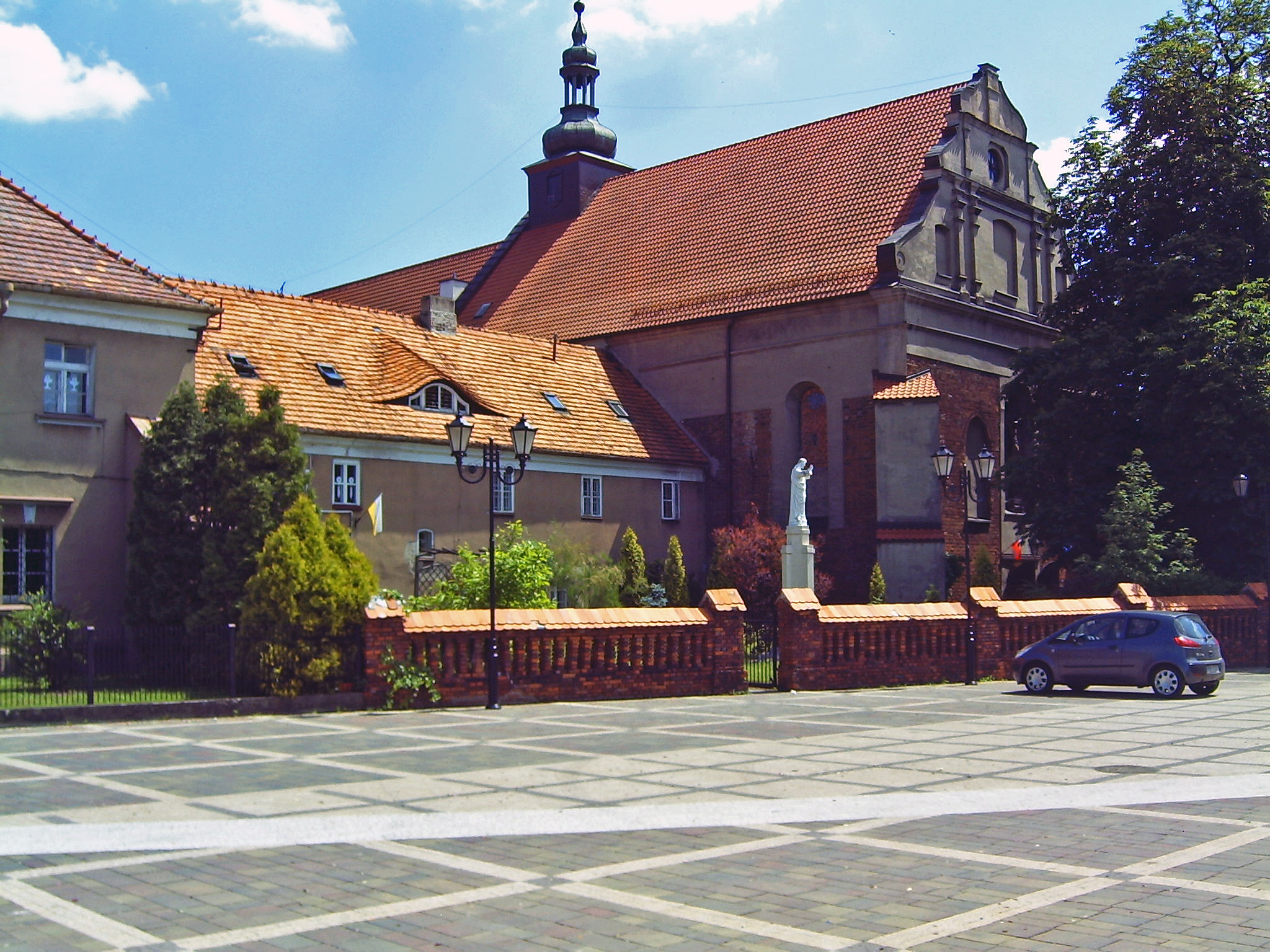
Podominikański Kościół św. Stanisława
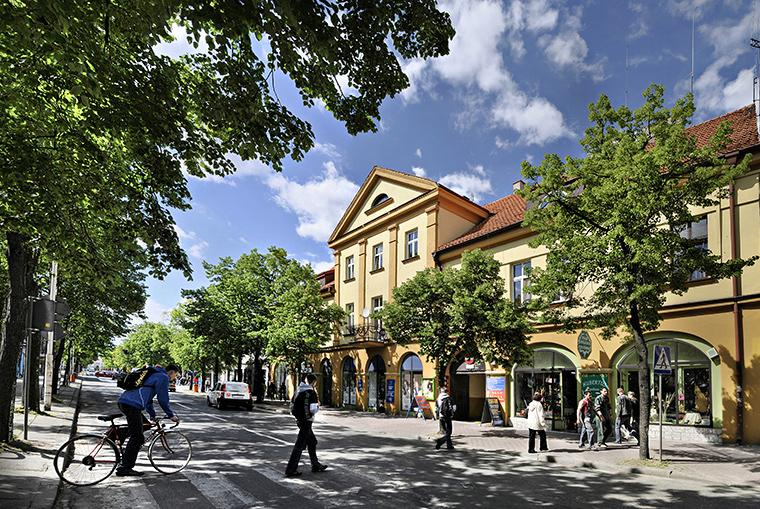
ul. Tadeusza Kościuszki
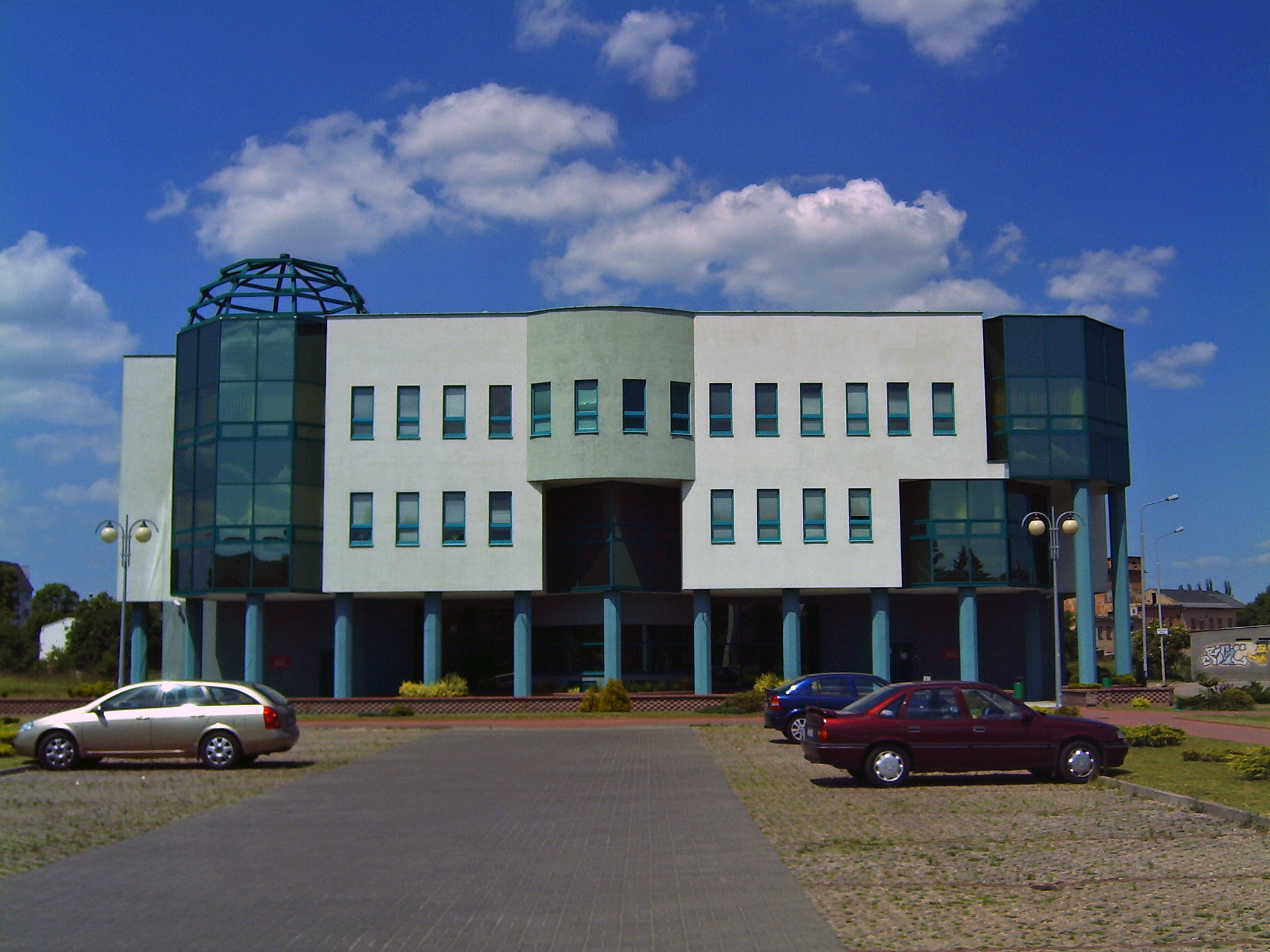
Budynek ZUS-u w Sieradzu
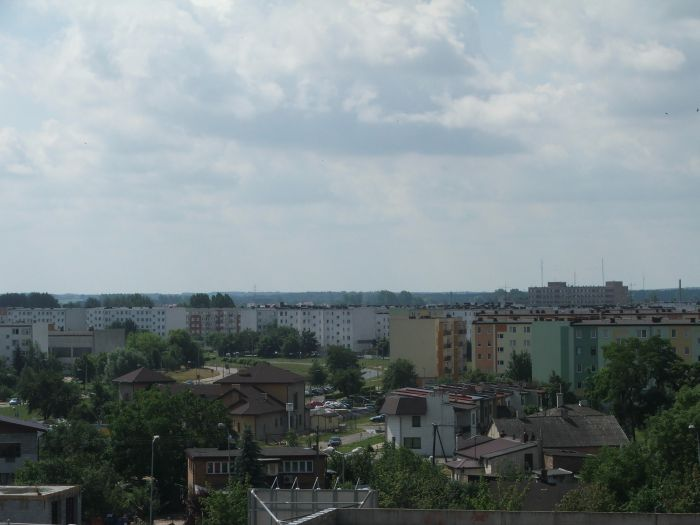
Widok na miasto z wieży ciśnień
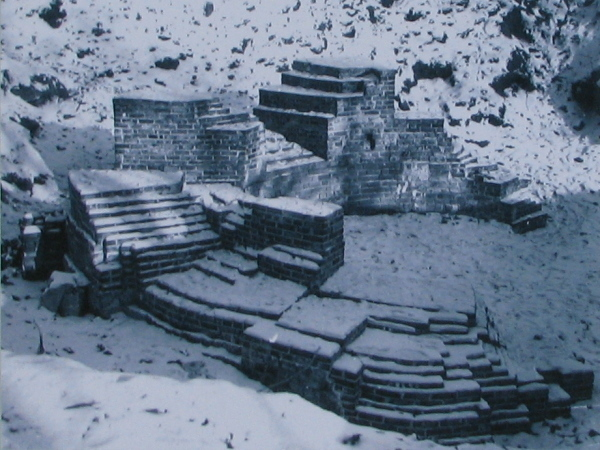
Pozostałości rotundy sieradzkiej
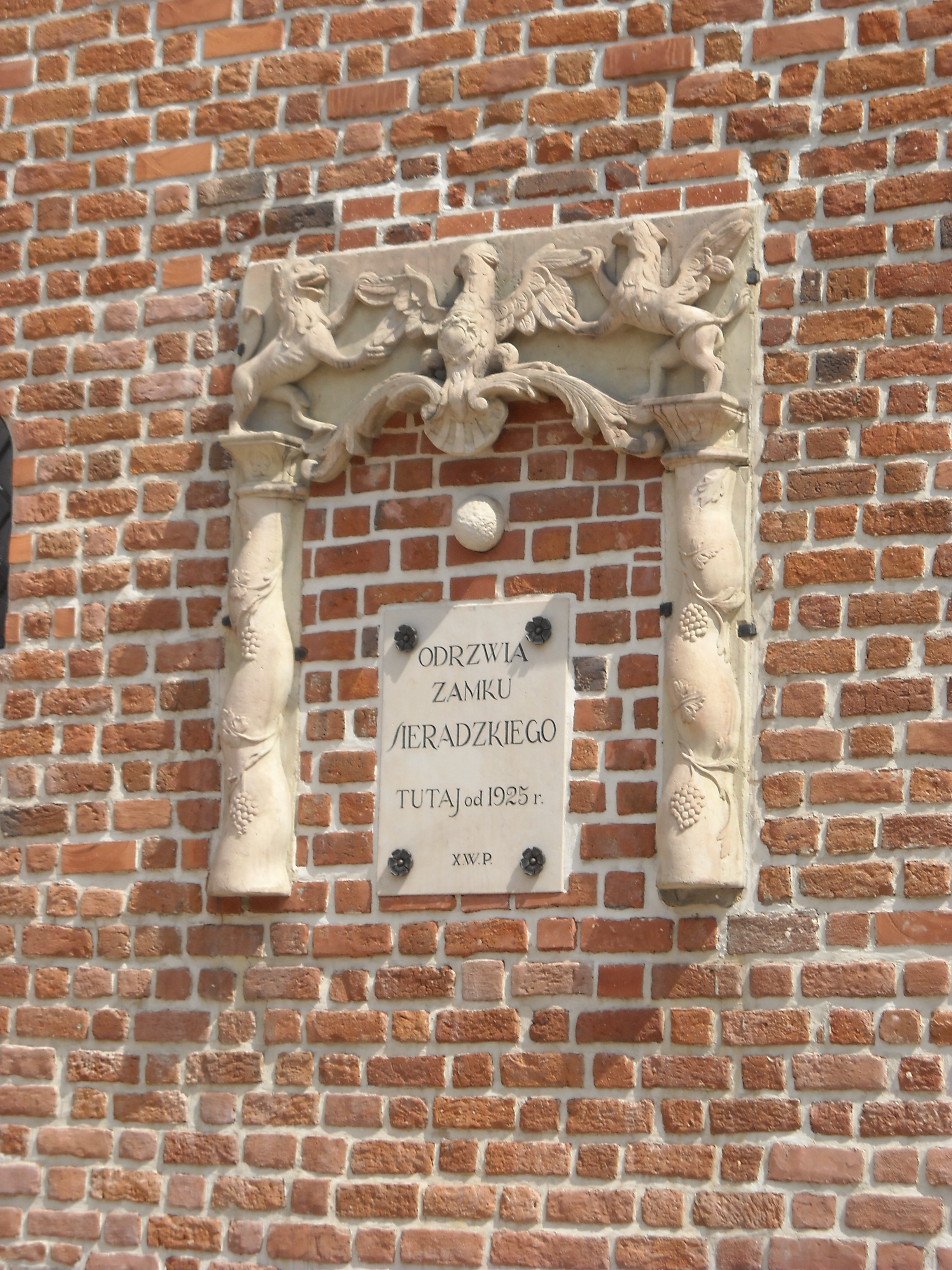
Odrzwia Zamku Sieradzkiego wmurowane w sieradzką Kolegiatę, zakupione przez proboszcza sieradzkiej Kolegiaty ks.Walerego Pogorzelskiego
Władysław Jagiełło, król polski, nadaje kaplicy pod wezwaniem św. Trójcy na zamku sieradzkim 20 grzywien z cła sieradzkiego jako uposażenie kapelanów (1430 r.)

## Gospodarka

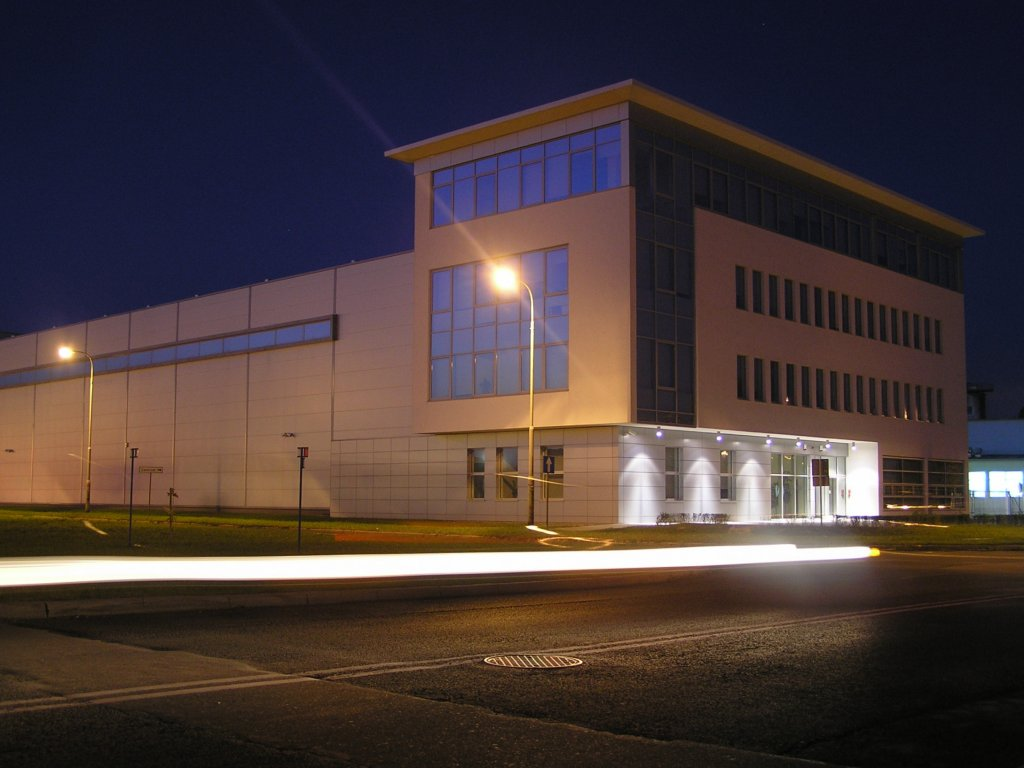
Medana S.A. – ul. Władysława Łokietka

Na potencjał gospodarczy Sieradza składa się ponad 4300 podmiotów gospodarczych, w tym kilkanaście przedsiębiorstw z kapitałem zagranicznym, które lokują środki przede wszystkim w branże: budowlaną, sektor AGD, spożywczą, samochodową, elektroniczną, handlową, farmaceutyczną oraz tekstylną. W Sieradzu działają podmioty wspierające lokalnych przedsiębiorców. Rozwija się handel i rynek nieruchomości. Na tempo rozwoju gospodarczego duży wpływ ma także stopień przygotowania infrastruktury technicznej, która sukcesywnie jest modernizowana i rozbudowywana. Rozwijana jest sieć gazowa, energetyczna, wodociągowa i kanalizacyjna. Systematycznie zwiększane i uzbrajane są tereny inwestycyjne. Największym atutem, który nie tylko pozwolił na przyciągnięcie nowych inwestycji do miasta, ale również poprawił dostępność komunikacyjną Sieradza – jest droga ekspresowa S-8 wraz z zachodnią obwodnicą Sieradza (DK12) oraz węzłami komunikacyjnymi (Sieradz-Południe i Sieradz-Wschód).
Asclepios S.A., Schnee Polska Sp. z o.o., Ceramika Tubądzin, Medana S.A., Scanfil Poland Sp. z o.o., Cornette Underwear, Zarecki Foods Sp. z o.o., Feber Sp. z o.o. (Grupa Inter Cars), OSM Wart Milk i Xella Polska (Ytong) to najważniejsze przedsiębiorstwa ulokowane na terenie Sieradza. Siedem z nich prowadzi działalność na terenie Podstrefy Sieradz Łódzkiej Specjalnej Strefy Ekonomicznej. W 2012 roku powstało Centrum Logistyczne Jeronimo Martins Polska (sieć „Biedronka”). Centrum znajduje się na „Górce Woźnickiej” w pobliżu węzła trasy ekspresowej S8 „Sieradz-Wschód” na obszarze Miejskiej Strefy Gospodarczej „Elewator”.
Na przestrzeni ostatnich lat, dzięki aktywnej polityce miasta, stworzono atrakcyjną alternatywę dla Podstrefy Sieradz Łódzkiej Specjalnej Strefy Ekonomicznej w postaci Miejskich Stref Gospodarczych. Na terenie Sieradza funkcjonuje kilka takich obszarów. Zlokalizowane są one przy drogach nr 12 i 14 oraz nr 83 w sąsiedztwie drogi ekspresowej S-8 (Węzeł Sieradz-Południe, Węzeł Sieradz-Wschód).
Miasto oferuje również ulgi i preferencje inwestycyjne w postaci zwolnienia z podatku od nieruchomości w ramach regionalnej pomocy inwestycyjnej oraz w podatku dochodowym w ramach inwestycji lokalizowanych na terenach objętych statusem specjalnej strefy ekonomicznej. Dzięki temu z powodzeniem prowadzone są reinwestycje lokalnych przedsiębiorstw. W ostatnich latach można zauważyć również zwiększoną aktywność podmiotów na rynku deweloperskim, którzy inwestują zarówno w budownictwo wielorodzinne, jak i budownictwo jednorodzinne.

### Handel

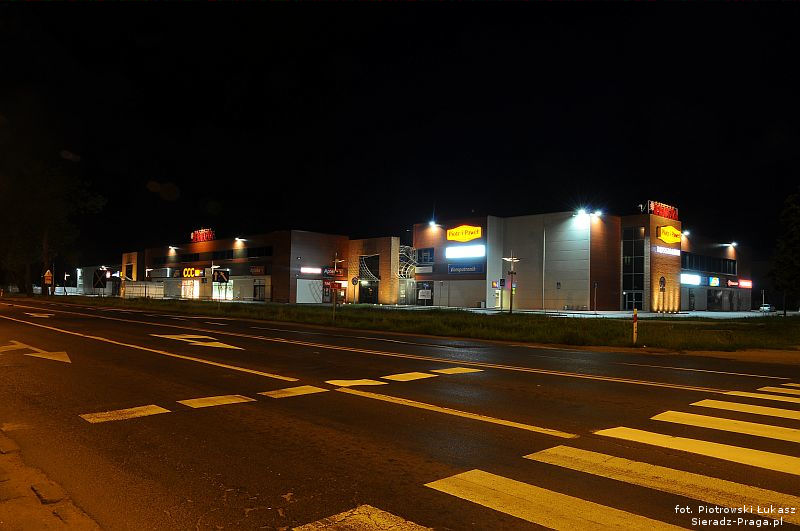
Galeria Sieradzka

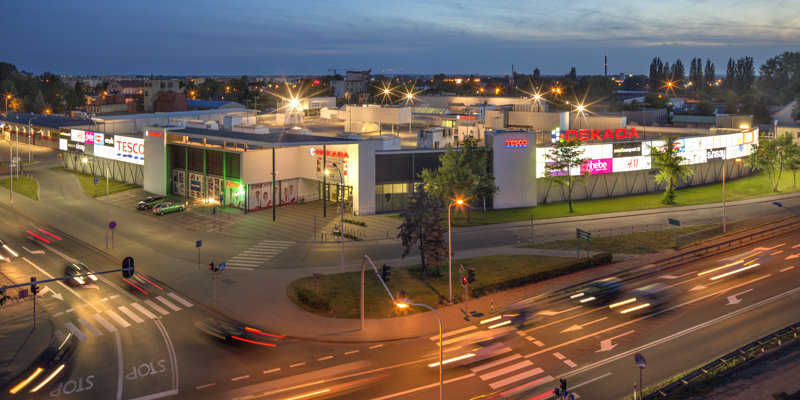
Galeria Dekada Sieradz

W Sieradzu znajduje się spora liczba supermarketów (takich marek jak: Biedronka, Lidl, Carrefour, Kaufland, Polomarket, Dino, Sedal, Vobiano, Aldi, Stokrotka), a także sklepów wielobranżowych oraz budynków wielkopowierzchniowych. Największą galerią handlową jest galeria Dekada, która mieści ponad 50 sklepów. Drugą co do wielkości jest galeria Sieradzka, była ona pierwszym centrum handlowym w Sieradzu. W 2018 r. otworzono w Sieradzu budowlany market Leroy Merlin, największy w regionie. W ofercie znajduje się ponad 30 tysięcy produktów, powierzchnia handlowa sklepu wynosi ponad 7 tys. m kw.
Obiekty handlowe w Sieradzu to:
- Galeria Sieradzka
- Galeria Dekada
- Galeria Rondo
- Galeria Pawłos
- Pasaż Sieradzki
- Pasaż Grunwaldzki
- Pasaż przy Dekadzie
- Pawilon Handlowy Bartek
- Dom Handlowy Warta
- Centrum Handlowe Pod Wieżą
- Obiekt handlowo-usługowy Stara Rozlewnia
- Obiekt mieszkalno-handlowo-usługowy Titanic

## Transport

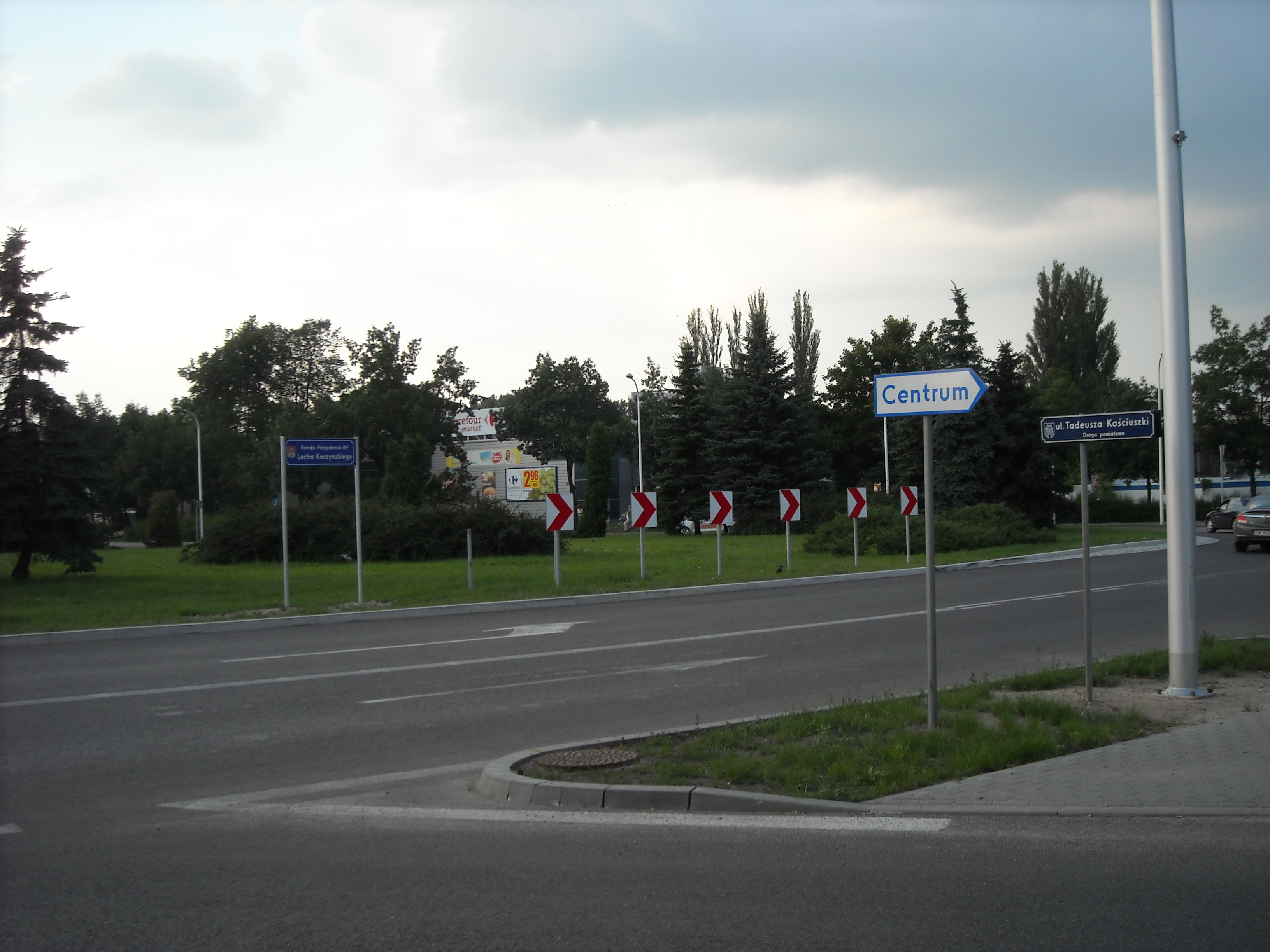
Rondo Prezydenta RP Lecha Kaczyńskiego

### Transport drogowy

#### Drogi ekspresowe
- Wrocław – Sieradz – Łódź – A1 – Warszawa – Białystok

#### Drogi krajowe
- 12 Łęknica – Kalisz – Sieradz (zachodnia obwodnica miasta) – Piotrków Trybunalski – Dorohusk
- 83 Sieradz – Turek

#### Drogi wojewódzkie
- 479 Sieradz – Dąbrówka
- 480 Sieradz – Szczerców
- 482 Łódź – Zduńska Wola – Sieradz – Kępno – Bralin

#### Przewozy autobusowe

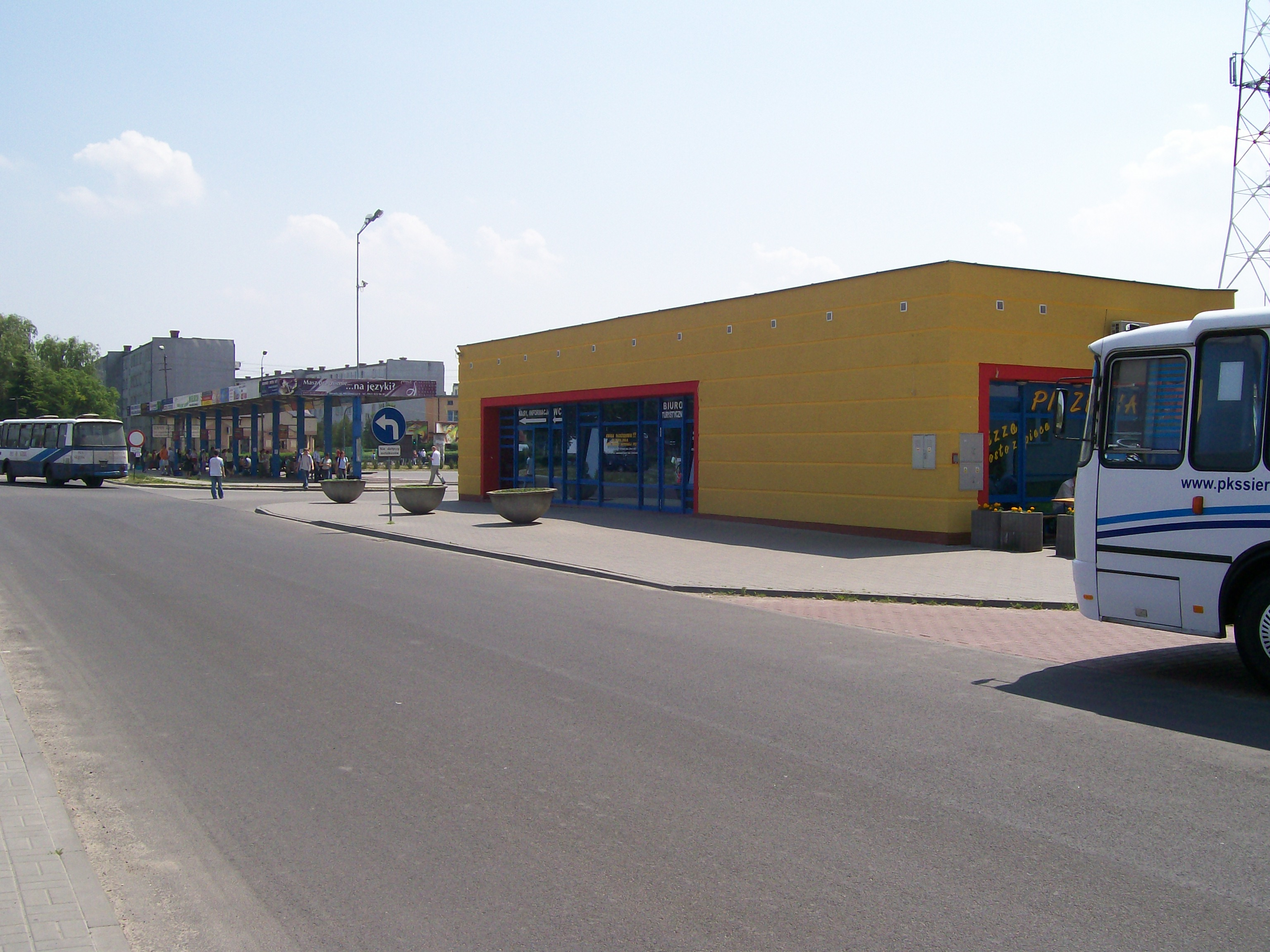
Dworzec autobusowy w Sieradzu

Komunikację z okolicą zapewnia PKS Sieradz, a połączenia dalekobieżne obsługują autobusy marki Flixbus.

#### Komunikacja miejska
Autobusy miejskie kursują w Sieradzu od 2 maja 1976 roku. Miasto obsługuje MPK Sieradz. Obecnie działa 12 linii autobusowych, z czego 2 międzymiastowe (Z,Ex – kursy pomiędzy Sieradzem a Zduńską Wolą, ta druga zaś jest linią ekspresową).

#### Rower miejski
Na terenie Sieradza działa system wypożyczalni rowerów miejskich. Stanowi on integralną część systemu wojewódzkiego roweru publicznego, który obejmuje 10 miast na terenie województwa łódzkiego. W Sieradzu funkcjonują 104 rowery miejskie, które można wypożyczać na 12 stacjach rowerowych zlokalizowanych na terenie całego miasta.

### Transport kolejowy

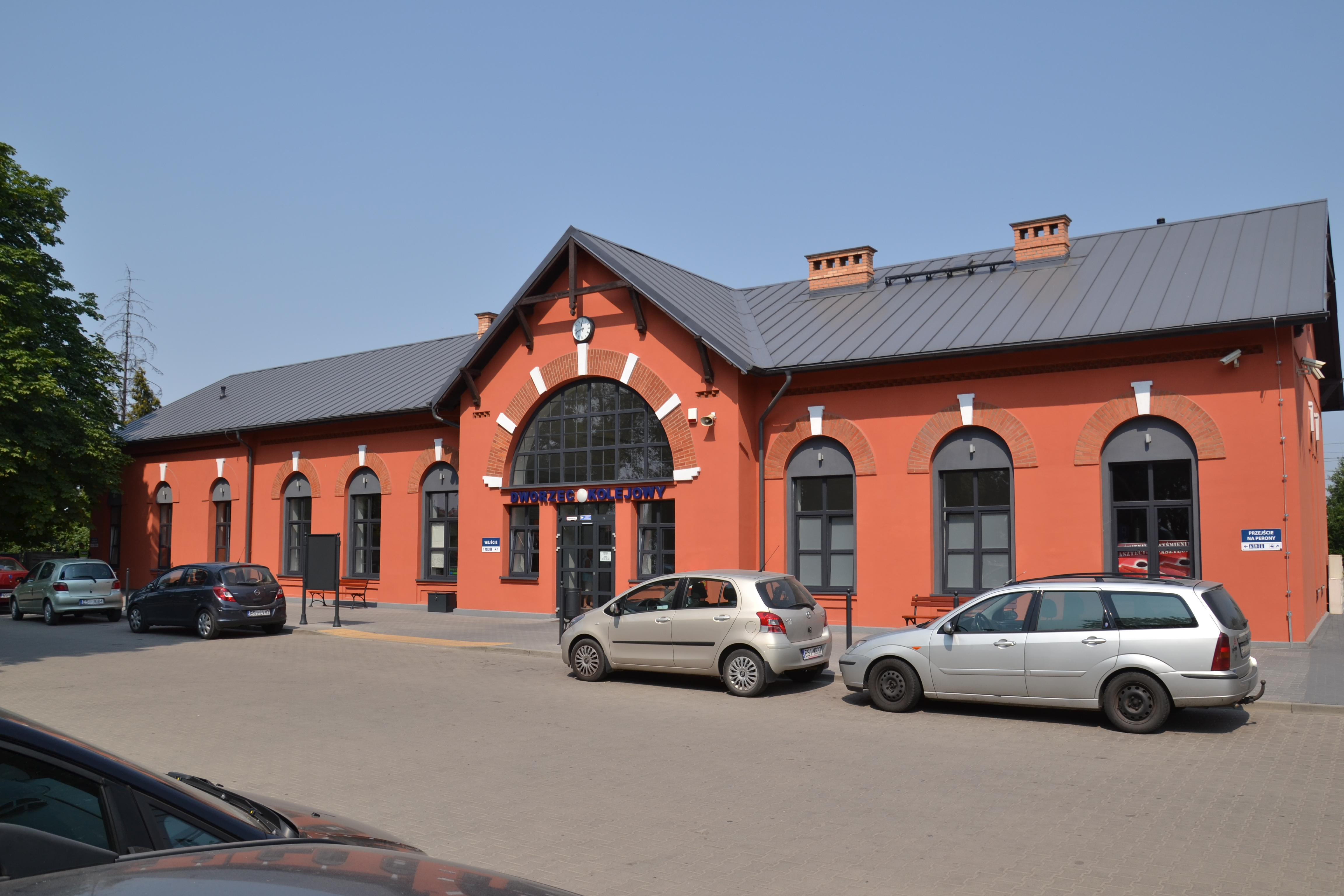
Dworzec kolejowy Sieradz

Przez miasto przebiega wybudowana w 1902 roku linia kolejowa Łódź Kaliska-Kalisz, stanowiąca obecnie część linii nr 14 relacji Łódź Kaliska – Ostrów Wielkopolski – Forst.
Obecnie miasto posiada trzy działające stacje kolejowe:
- Sieradz
- Sieradz Męka (przystanek kolejowy)
- Sieradz Warta (przystanek kolejowy).

Okoliczne miejscowości bez infrastruktury kolejowej są połączone za pomocą biletu zintegrowanego z Łódzką Koleją Aglomeracyjną.

### Lądowisko
W 2011 oficjalnie otworzono sanitarne lądowisko Sieradz-Szpital.

## Edukacja
- Przedszkola:
  - Przedszkole nr 1 im. Kubusia Puchatka
  - Przedszkole nr 2 im. Krasnala Hałabały
  - Przedszkole nr 3 im. Jana Brzechwy
  - Przedszkole nr 4
  - Przedszkole nr 5 im. Misia Uszatka
  - Przedszkole nr 6 im. Jasia i Małgosi
  - Przedszkole nr 15
  - Niepubliczne Przedszkole Zgromadzenia Sióstr Urszulanek im. Św. Urszuli Ledóchowskiej

- Szkoły artystyczne
  - Państwowa Szkoła Muzyczna I stopnia w Sieradzu

- Szkoły podstawowe:
  - Szkoła Podstawowa nr 1 im. Władysława Reymonta
  - Szkoła Podstawowa nr 4 im. Marii Konopnickiej
  - Szkoła Podstawowa nr 6 im. Janiny Majkowskiej
  - Szkoła Podstawowa Integracyjna nr 8
  - Szkoła Podstawowa nr 9 im. Władysława Łokietka
  - Szkoła Podstawowa nr 10 im. Bolesława Zwolińskiego
  - „Edukacja Niezależna” Sp. z o.o.
  - Katolicka Szkoła Podstawowa przy Parafii Rzymskokatolickiej Św. Urszuli Ledóchowskiej

- Szkoły ponadpodstawowe:

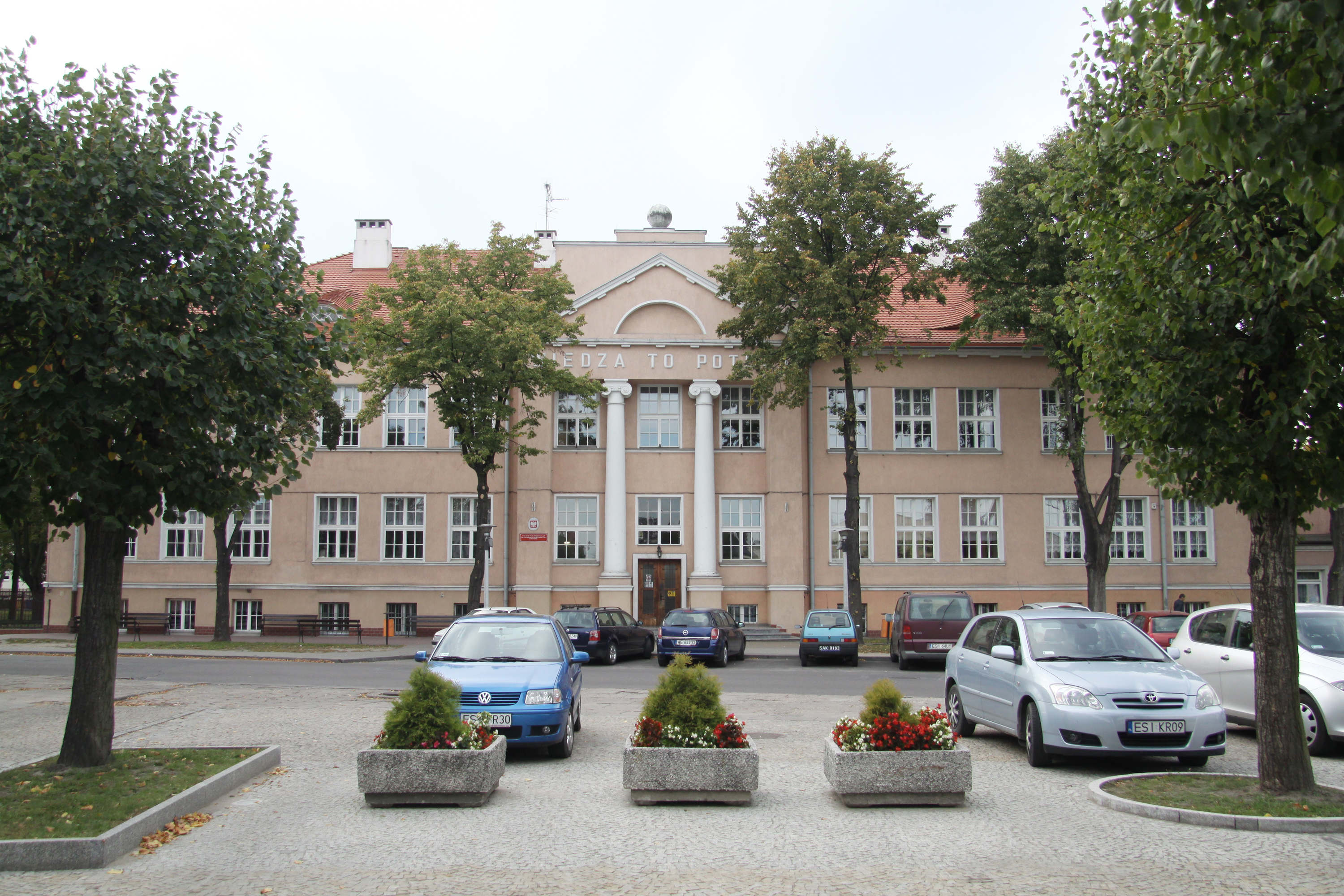
I Liceum Ogólnokształcące im. Kazimierza Jagiellończyka

  - Powiatowy Zespół Szkół nr 1
  - Powiatowy Zespół Szkół nr 2 im. M. Dąbrowskiej
  - I Liceum Ogólnokształcące im. Kazimierza Jagiellończyka
  - II Liceum Ogólnokształcące im. Stefana Żeromskiego
  - Liceum Ogólnokształcące w Zespole Szkół Katolickich
  - Liceum Ogólnokształcące Umiejętności Twórczych
  - Liceum Ogólnokształcące Społecznego Towarzystwa Oświatowego
  - Centrum Kształcenia Ustawicznego

- Szkoły policealne:
  - Centrum Kształcenia Ustawicznego (Ulica Mickiewicza 4)
  - Sieradzkie Centrum Kształcenia Ustawicznego Województwa Łódzkiego (Ulica 3-go Maja 7)

- Szkoły wyższe:
  - Nauczycielskie Kolegium Języków Obcych w Sieradzu (1990–2016; początkowo przy ul. Tuwima 2, a od 2009 przy ul. 3 Maja 7)[26]
  - Wyższa Szkoła Humanistyczno-Ekonomiczna w Sieradzu
  - Wyższa Szkoła Kupiecka w Łodzi, wydział zamiejscowy w Sieradzu
  - Politechnika Łódzka – Zamiejscowy Ośrodek Dydaktyczny w Sieradzu
  - Zespół Kolegiów Uniwersytetu Łódzkiego

- Byłe gimnazja (do reformy oświaty z 2017):
  - Publiczne Gimnazjum Gminy Sieradz im. Jana Pawła II
  - Gimnazjum nr 1 im. 31 Pułku Strzelców Kaniowskich
  - Gimnazjum nr 2 im. Królowej Jadwigi
  - Gimnazjum nr 3 im. Unii Europejskiej
  - „Edukacja Niezależna” Sp. z o.o.
  - Gimnazjum Katolickie przy Parafii Rzymskokatolickiej Św. Urszuli Ledóchowskiej
  - Gimnazjum Językowe Społecznego Towarzystwa Oświatowego

## Kultura
Biblioteki:
- Miejska Biblioteka Publiczna

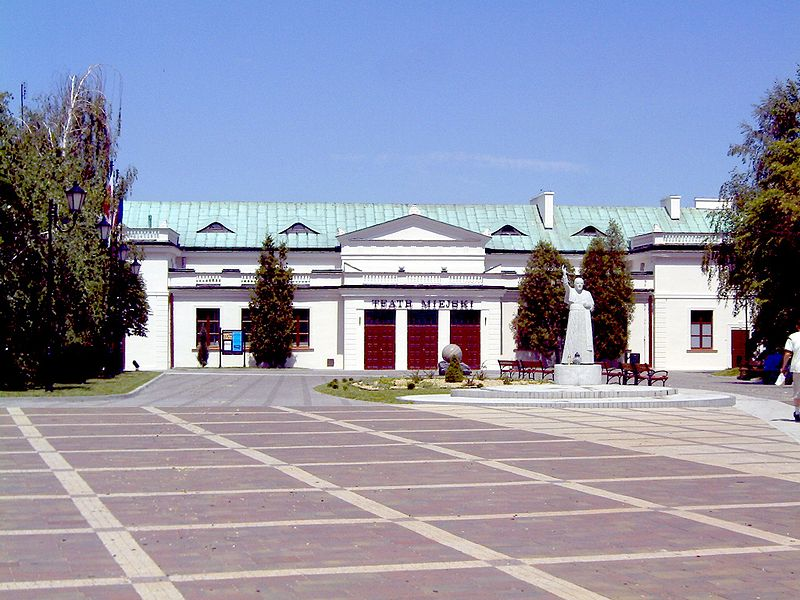
Teatr Miejski w Sieradzu

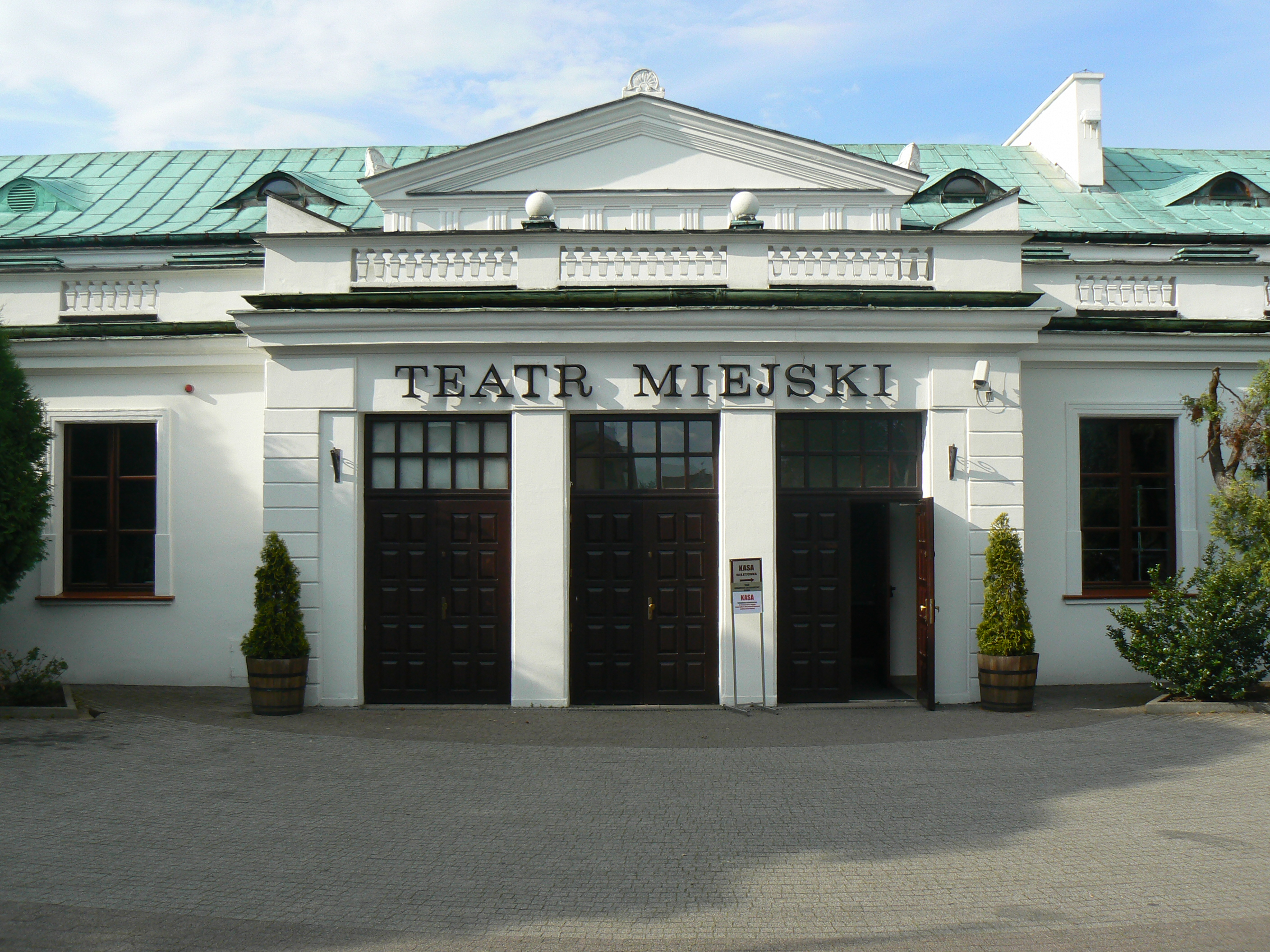
Fragment elewacji frontowej budynku Teatru Miejskiego

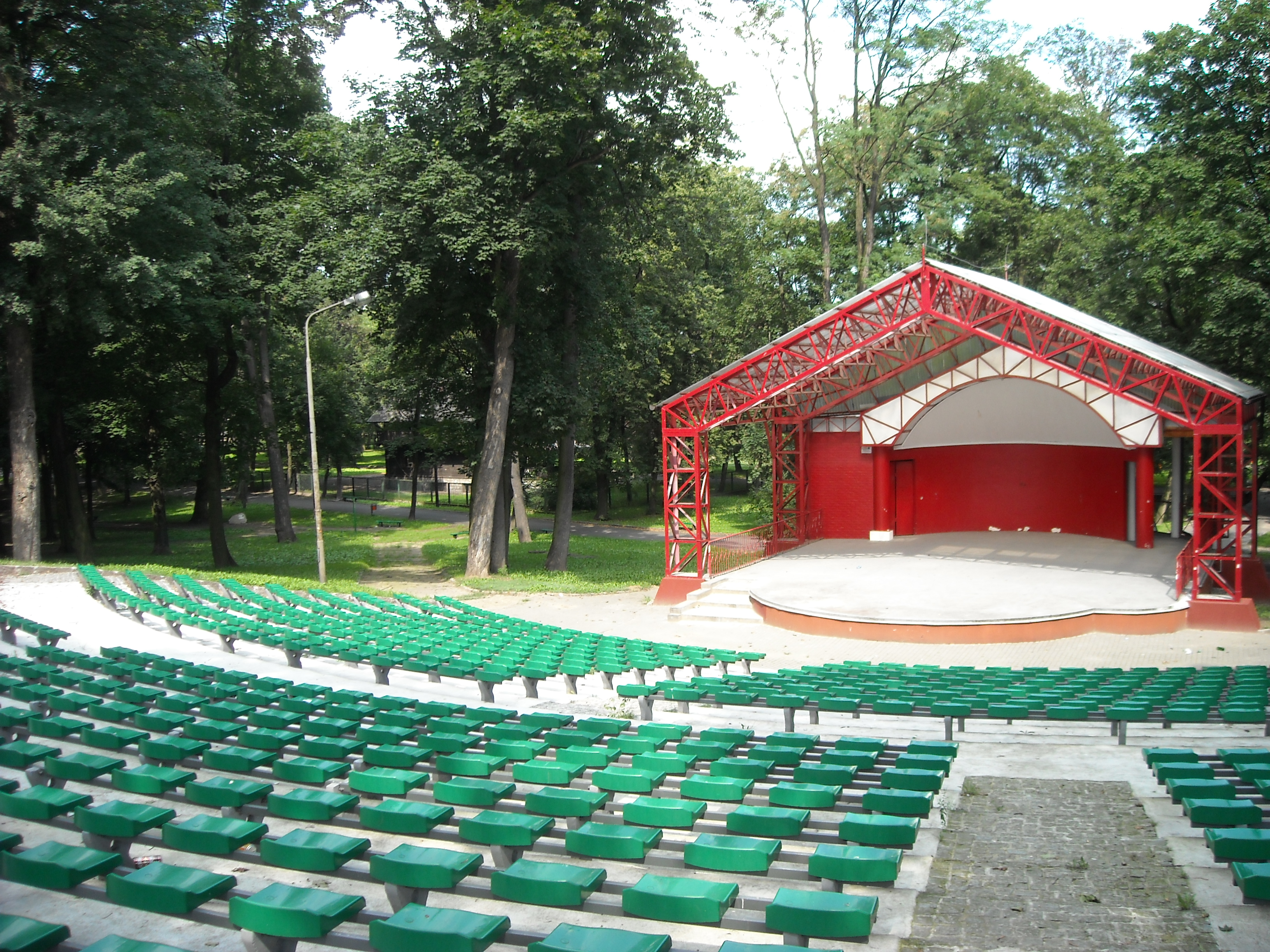
Amfiteatr Miejski w Sieradzu

- Powiatowa Biblioteka Publiczna im. Władysława Broniewskiego w Sieradzu
- Biblioteka Pedagogiczna w Sieradzu

Domy kultury:
- Miejski Dom Kultury www.mdksieradz.pl – od 2009 r. również zamiejscowa scena Teatru im. Stefana Jaracza w Łodzi (w ramach projektu „Utworzenie Europejskich Scen Teatru im. Stefana Jaracza w województwie łódzkim”)
- Spółdzielczy Dom Kultury
- Młodzieżowy Dom Kultury im. Tadeusza Sygietyńskiego

Kina i teatry – obecnie nie działa żadne kino. W lecie odbywają się projekcje kinowe pod gołym niebem, w amfiteatrze w Parku Staromiejskim. W budynku dawnego teatru miejskiego działa Miejski Dom Kultury – organizuje seanse filmowe, koncerty, w tym muzyki poważnej i jazzu, a także spektakle teatralne (patrz wyżej).
Galerie:
- Biuro Wystaw Artystycznych www.bwasieradz.pl

Muzea:
- Muzeum Okręgowe w Sieradzu

### Stowarzyszenia i fundacje
- Towarzystwo Muzyczne „Fermata”
- Stowarzyszenie Miłośników Sztuk Pięknych
- Towarzystwo Miłośników Folkloru
- Towarzystwo Kultury Teatralnej Oddział w Sieradzu
- Stowarzyszenie Twórców Ludowych Oddział w Sieradzu
- Stowarzyszenie Bibliotekarzy Polskich Zarząd Oddziału w Sieradzu
- Chór „Cantate Deo” przy Parafii NSJ w Sieradzu
- Chór „Cantilena” przy klasztorze Sióstr Urszulanek SJK w Sieradzu
- Fundacja Wspierania Rozwoju Kultury Miasta Sieradza
- Fundacja Podaj Rękę
- Towarzystwo Przyjaciół Sieradza[27]
- Sieradzkie Stowarzyszenie Kulturalno-Oświatowe[28]
- Bractwo Rycerskie Ziemi Sieradzkiej
- Fundacja „Dr Clown” oddział Sieradz
- Stowarzyszenie Klub Sportowy Sieradz Biega

### Sieradz Open Hair Festiwal
Jest to pierwsza w Polsce impreza, polegająca na tworzeniu i prezentowaniu fryzur w otwartej przestrzeni miejskiej. Festiwal jest inspirowany osobą Antoniego „Antoine” Cierplikowskiego – światowej sławy fryzjera, pochodzącego z Sieradza. Pierwsza edycja festiwalu odbyła się w 2009 roku w dniach 17–19 lipca. W programie między innymi:
- pokazy kosmetyczne i fryzjerskie;
- XXV Ogólnopolski Konkurs Uczniów Fryzjerstwa im. Antoine’a Cierplikowskiego;
- półfinał konkursu Miss Polski;
- bicie rekordu świata w liczbie osób poddawanych jednoczesnej stylizacji fryzur w przestrzeni miasta;
- projekcje kinowe;
- koncerty muzyczne z udziałem zagranicznych artystów (Jay Delano, In-Grid oraz David Tavaré)[29].

W 2010 roku odbyła się druga edycja festiwalu. W przeciwieństwie do poprzedniej ustanowiono rekord świata w liczbie osób poddawanych jednoczesnej stylizacji włosów.
Wśród gwiazd, jakie wystąpiły na festiwalu była brytyjska piosenkarka i DJ – Sonique oraz czeski zespół Verona.
Podczas kolejnej edycji festiwalu w roku 2011 muzycznym wydarzeniem był koncert – GENESIS Klassik – Ray Wilson & Band.
W 2012 gwiazdą muzyczną festiwalu była belgijska wokalistka Katerine oraz polskie zespoły Feel, Blue Café.
W 2013 roku odbyła się 5 edycja festiwalu. Wśród gwiazd, jakie wystąpiły na festiwalu była flamandzka piosenkarka muzyki pop i dance – Kate Ryan oraz zespół rockowy – Perfect.
W 2014 roku odbyła się 6 edycja festiwalu. Wystąpiła szwedzka wokalistka popowa Velvet oraz polscy artyści – Kamil Bednarek, Andrzej Piaseczny, Kasia Popowska, zespół Oddział Zamknięty. Imprezę poprowadził Krzysztof Ibisz.
W 2015 roku odbyła się 7 edycja festiwalu. Wystąpiła Maryla Rodowicz oraz inni polscy artyści zespół LemON, DJ Adamus, Paulla, Katarzyna Stasiak.
W 2016 roku odbyła się 8 edycja festiwalu. Wystąpił szwedzki wokalista Måns Zelmerlöw zwycięzca 60. Konkursu Piosenki Eurowizji w 2015 roku oraz polscy artyści – zespół Afromental, Dawid Podsiadło, Ørganek.
W 2017 roku odbyła się 9 edycja festiwalu. Wśród gwiazd, jakie wystąpiły na festiwalu była Brodka oraz grupa Hey z Kasią Nosowską.
W 2018 roku odbyła się jubileuszowa 10 edycja festiwalu. Wystąpił hiszpański wokalista Álvaro Soler oraz polscy artyści zespół Concrete Hills, 3 King oraz wokalista Patryk Kumór.
W 2019 roku odbyła się 11 edycja festiwalu. Wystąpili m.in. zespół Alphaville, Smolik & Kev Fox.
W 2020 roku z powodu pandemii COVID-19 festiwal się nie odbył.
W 2021 roku odbyła się 12 edycja festiwalu. Wystąpili m.in. Krzysztof Zalewski, Bass Astral x Igo, WaluśKraksaKryzys, Sosnowski, Warszawska Orkiestra Sentymentalna, Rozen, The Cassino i zespół Anna Malek.
W 2022 w związku ze sprawami budżetowymi oraz wojną na Ukrainie miasto zrezygnowało z organizacji wydarzenia.

## Media
- Telewizja:
  - „Ósemka” Telewizja Regionalna
  - Siewie.tv
- Radio:
- Nasze Radio 104,7 fm
- Nasze Radio nostalgicznie 92,1 fm
- nasze.fm
- Radio Łódź Nad Wartą

### Programy transmitowane z nadajników w mieście
| LP | Program            | Profil                                                                    | Właściciel                                                        | Częstotliwość | Moc nadajnika | Polaryzacja | Lokalizacja nadajnika                                                                                            |
| -- | ------------------ | ------------------------------------------------------------------------- | ----------------------------------------------------------------- | ------------- | ------------- | ----------- | --- |
| 1  | PR 24              | Stacja radiowa o charakterze informacyjno-publicystycznym                 | Polskie Radio                                                     | 93,10 MHz     | 0,1 kW        | pionowa     | Rezerwacja częstotliwości wydana przez UKE Komin Przedsiębiorstwa Energetyki Cieplnej                            |
| 2  | Radio Maryja       | Rozgłośnia radiowa o charakterze społeczno-katolickim                     | Zakonnicy ze Zgromadzenia Najświętszego Odkupiciela Redemptoryści | 95,20 MHz     | 1 kW          | pionowa     | Komin Przedsiębiorstwa Energetyki Cieplnej                                                                       |
| 3  | Polskie Radio Łódź | Regionalna Rozgłośnia Polskiego Radia w Łodzi, studio w Sieradzu          | Polskie Radio                                                     | 96,70 MHz     | 1 kW          | pionowa     | Elewator w Męce                                                                                                  |
| 4  | Nasze Radio        | Prywatna rozgłośnia radiowa w dawnym województwie sieradzkim              | Nasze Radio Sp. z o.o                                             | 104,70 MHz    | 4 kW          | pionowa     | Elewator w Męce                                                                                                  |
| 5  | Tok FM             | Ponadregionalna stacja radiowa o charakterze informacyjno-publicystycznym | Agora                                                             | 105,4 MHz     | 2 kW          | pionowa     | koncesja: Komin Przedsiębiorstwa Energetyki Cieplnej Sieradz ⇒ ostatecznie: Komin Elektrociepłownia Zduńska Wola |

- Prasa:
  - „Nad Wartą” (dodatek do Dziennika Łódzkiego)
- Portale internetowe:
  - nasze.fm
  - sieradz.com.pl
  - sieradz.naszemiasto.pl
  - sieradztomy.pl
  - InfoTydzień – www.info-tydzien.com

## Wspólnoty wyznaniowe

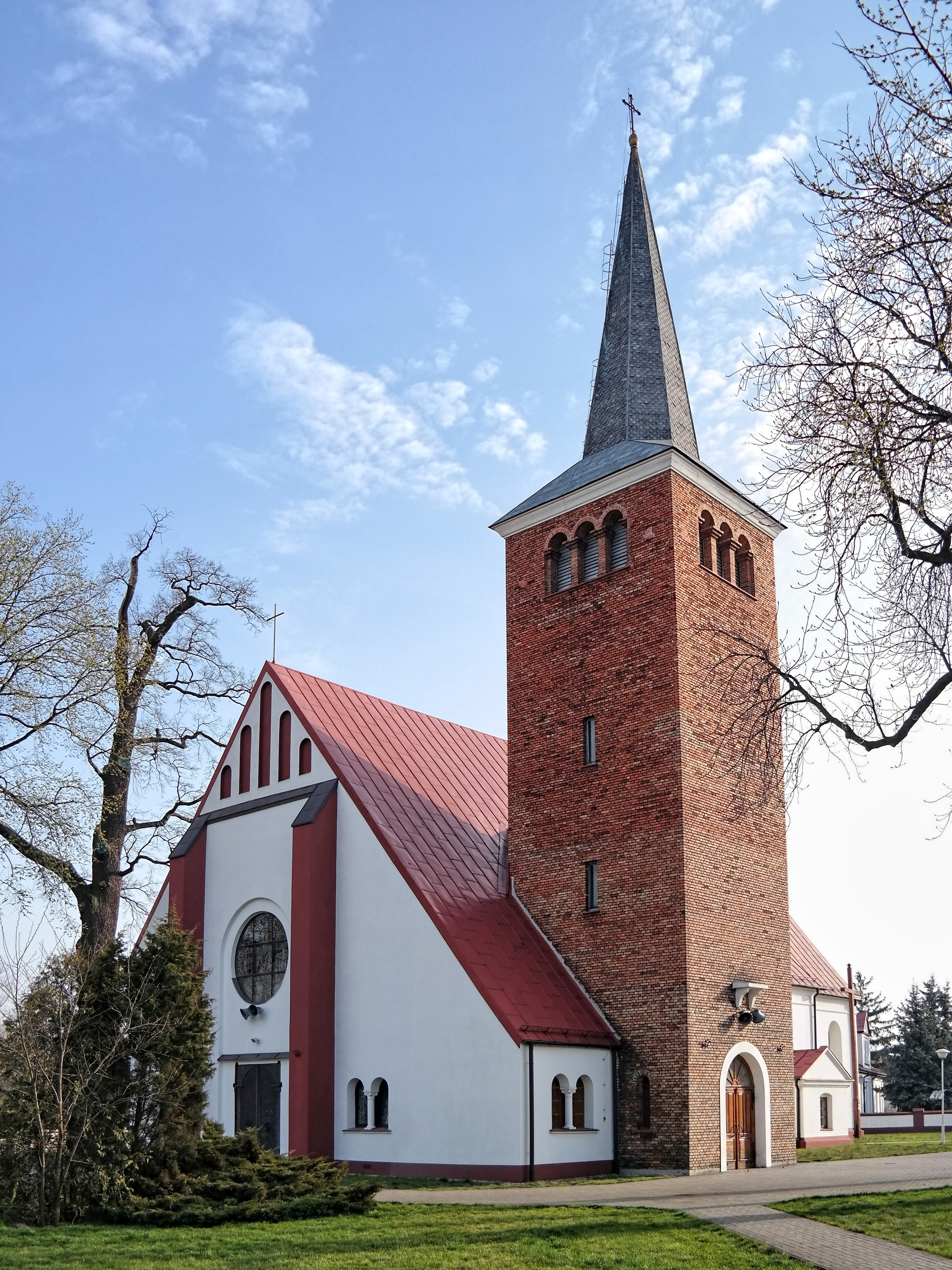
Kościół pod wezwaniem św. Wojciecha BM w Sieradzu

Na terenie miasta działalność religijną prowadzą następujące Kościoły i związki wyznaniowe:
- Kościół Chrześcijański „Jezus Żyje”:
  - Kościół Chrześcijański „Jezus Żyje” w Sieradzu[35]
- Kościół rzymskokatolicki:
  - parafia Wszystkich Świętych
  - parafia Najświętszego Serca Jezusowego
  - parafia św. Wojciecha BM
  - parafia św. Urszuli Ledóchowskiej
  - parafia Najświętszej Maryi Panny Królowej Polski
  - parafia garnizonowa Chrystusa Odkupiciela i Najświętszego Imienia Maryi
- Świadkowie Jehowy:
  - zbór Sieradz-Wschód[36]
  - zbór Sieradz-Zachód (Sala Królestwa, ul. 1 Maja 29)[36]

## Sport, turystyka, rekreacja
Corocznie po ulicach miasta organizowane są zawody lekkoatletyczne – Biegi Ulicami Sieradza.

### Sieradzkie kluby sportowe
- Terpol Sieradz – klub piłkarski istniejący do 1993 roku[37] grający przez 3 sezony w III lidze, dwukrotnie zajmując 2. miejsce[38]
- Kajakowy Klub Sportowy Sieradz – kajakarstwo
- Klub Sportowy Warta Sieradz – brydż, piłka nożna
- Akademia Sportu Sieradz – futsal
- MULKS MOS Sieradz – lekkoatletyka
- Klub Sportowy Żeglina – lekkoatletyka
- Ludowy Klub Sportowy Piast – szachy, zapasy, boks
- Klub Sportowy Unia – piłka nożna
- Sieradzki Klub Tenisowy – tenis ziemny
- Sieradzki Klub Kyokushinkai – karate mężczyzn i kobiet
- Salezjańska Organizacja Sportowa „Salos” – piłka nożna
- AZS WSHE Sieradz – piłka nożna, koszykówka, piłka siatkowa, szachy, tenis stołowy
- Sieradzkie Centrum Golfa Sira – golf, nauka gry z instruktorem, symulator golfa Golfzon
- Uczniowski Klub Sportowy Trójka Sieradz – koszykówka
- Klub Sportowy Inter Sieradz Woźniki – piłka nożna
- Sieradzkie Stowarzyszenie Sportu Motorowego Team50 – rajdy samochodowe
- DWSE SIERADZ – akrobatyka, XMA, Le Parkour & Freerun
- Stowarzyszenie Grupa Biegowa – Sieradz biega” – biegi
- Uczniowski Klub Sportowy Dziewiątka Sieradz – szachy, unihokej
- KS Hetman Sieradz - piłka nożna

### Ścieżki rowerowe
- Trasa 1 – Osiedle Broniewskiego – ulica Jana Pawła II – plac Wojewódzki – ulica Ogrodowa (gdzie następuje włączenie się do ruchu ulicznego)
- Trasa 2 – Osiedle Broniewskiego – ulica Piłsudskiego
- Trasa 3 – Osiedle Broniewskiego – aleja Pokoju – ulica Polna – ulica Leszka Czarnego
- Trasa 4 – Osiedle Broniewskiego – ulica Zajęcza – ulica Targowa – ulica Krakowskie Przedmieście – ulica Wierzbowa
- Trasa 5 – Rynek Starego Miasta – ulica Dominikańska – ulica Warszawska – ulica Sienkiewicza – Park im. Adama Mickiewicza

(Wraz z resztą uliczek dochodzących do Rynku: Ogrodową, Krótką, Kolegiacką, Wodną, Zamkową, Szewską)
- Trasa 6 – Rynek Starego Miasta – ulica Kościuszki – ulica Żwirki i Wigury – ulica Toruńska – Park Staromiejski
- Trasa 7 – Ulica Kościuszki – ulica Sienkiewicza – park Staromiejski

### Szlaki turystyczne
- Szlak „Walk nad Wartą 1939 r.” – o długości 54 km
- Szlak „Zabytkowych Dworków Ziemi Sieradzkiej” – o długości 45 km
- Szlak „Władysława Reymonta” – o długości 35 km
- Szlak „Sieradzka Eska” – rowerowy o długości 109 km

## Podział na osiedla

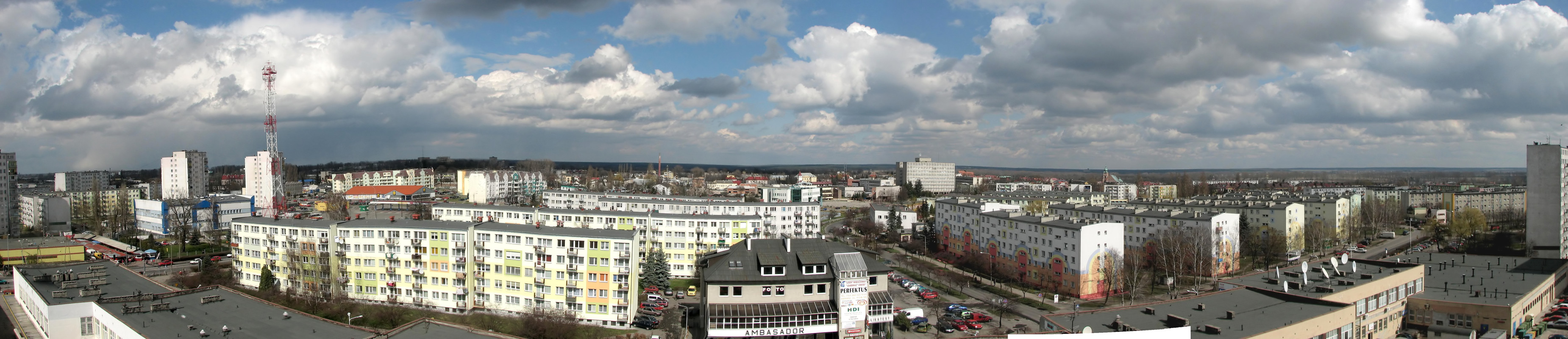
Panorama miasta z alei Pokoju

- Osiedle Broniewskiego
- Osiedle Centrum
- Osiedle Chabie
- Osiedle Dziewiarz
- Osiedle Hetmańskie
- Osiedle Jaworowe
- Osiedle Kasztanowe
- Osiedle Klonowe I
- Osiedle Klonowe II
- Osiedle Męcka Wola
- Osiedle Męka
- Osiedle Monice
- Osiedle Kopernika
- Osiedle Oksińskiego
- Osiedle Piastowskie
- Osiedle Praga
- Osiedle Polna-Północ
- Osiedle Reymonta
- Osiedle Woźniki
- Osiedle Zapusta Wielka
- Osiedle Zapusta Mała
- Osiedle Za Szpitalem
- Osiedle „Zielone Osiedle”

## Współpraca międzynarodowa
Współpraca międzynarodowa: 
- Gaggenau
- Annemasse
- Gospić
- Novalja
- Jamboł

## Sąsiednie gminy
Sieradz (gmina wiejska), Wróblew